# Cairn de Barnenez
Le cairn de Barnenez (Kerdi Bras en breton) est un monument mégalithique du Néolithique se trouvant au lieu-dit Barnenez dans la commune de Plouezoc'h, sur la côte nord du Finistère, en Bretagne, géré par le Centre des monuments nationaux. D'une longueur de 75 m, ce cairn dolménique est constitué en réalité de deux cairns en pierres sèches accolés, qui recouvrent onze dolmens à couloir. Cet ensemble est le plus grand mausolée mégalithique après celui de Newgrange et, avec le cairn III de Guennoc, le plus vieux monument d’Europe.
La construction du cairn primaire témoigne en effet avec le tumulus Saint-Michel, qui est situé dans le Vannetais, et le site de Bougon, dans le Poitou, des débuts du mégalithisme atlantique. Elle a lieu vers 4 700 avant notre ère (dans l'intervalle entre 5 010 et 4 400 avant notre ère), soit quelque 2 100 ans avant la plus ancienne pyramide d'Égypte et environ 7 000 ans après les débuts de l'architecture domestique, qui ont été observés au Moyen-Orient chez les Natoufiens de Mallaha, 5 000 ans après l'érection du premier temple monumental en Anatolie et 3 600 ans après celle de la tour de Jéricho en Cisjordanie.
La construction du cairn secondaire, un agrandissement, commence vers 4 300, soit après la chute du Grand menhir, pour se terminer vers 4 200. Les vestiges d'un troisième cairn, Kerdi Bihan, plus petit et fortement endommagé, se trouvent à une centaine de mètres au nord-ouest de Kerdi Bras. Ils n'ont été fouillés qu'en partie. On y a découvert quelques restes d'un chien.

## Situation

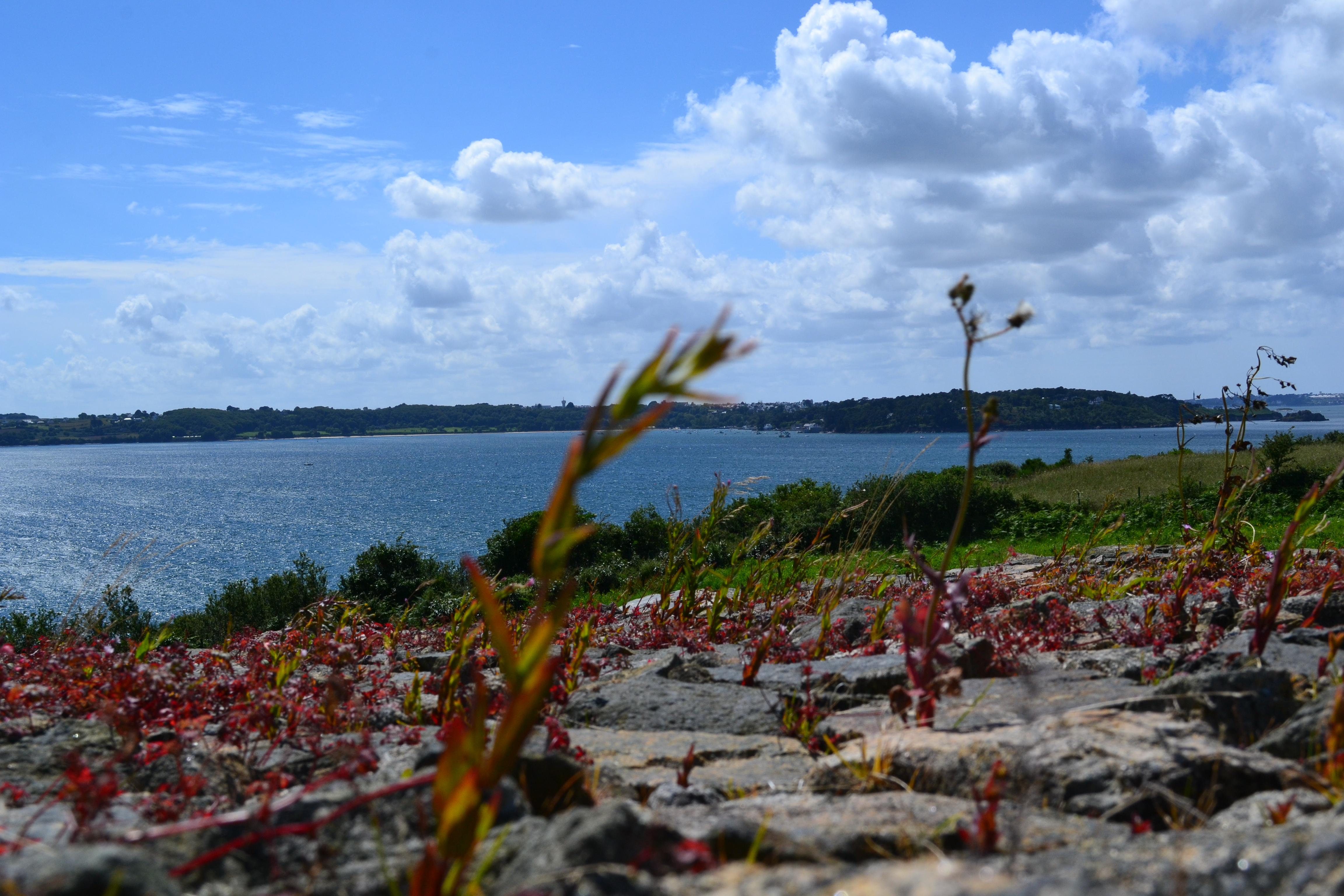
La baie de Morlaix, vue du cairn. Sur la rive opposée, Carantec d'où s'étire vers la droite la pointe de Pen al Lann. Derrière celle-ci, à l'arrière-plan, Saint-Pol-de-Léon repérable au clocher du Kreisker.

Le cairn de Barnenez appelé Kerdi Bras en breton est situé dans la commune de Plouezoc'h (Finistère), sur la presqu'île de Kernelehen. Ce socle rocheux, sur la rive droite de l'estuaire de la rivière de Morlaix, constitue un promontoire dominant la baie de Morlaix. Il culmine à 45 m NGF.

## Histoire

### Contexte
La mise en place d'une économie de production et la sédentarisation au Néolithique rendent possible l'apparition, dans la première moitié du Ve millénaire, de la grande architecture en matériaux durables. Il s'agit, dit Jean L'Helgouach, d'« un phénomène hors du commun ».
En Europe, on trouve des cairns principalement sur la façade maritime : certains liés à Barnenez, en Irlande, tel Newgrange, et en Grande Bretagne, mais aussi dans le nord du continent, en France (centre-ouest et midi) et dans la péninsule Ibérique. Ces monuments sont, dit Pierre-Roland Giot, « les témoins architecturaux d'une phase essentielle de la civilisation occidentale de l'Europe, à laquelle nous sommes redevables de plus d'héritages qu'on ne veut bien le dire ».

### Fonction des cairns
Giot trouve réducteur de considérer les cairns sous leur seul aspect fonctionnel de sépultures. Pour lui, ces monuments « démesurés et prestigieux » ont peut-être d'abord une « signification symbolique » envers le monde des morts et celui des vivants. Il est tenté de voir en eux des lieux de communion jouant un rôle social et religieux de tout premier plan.
Il est probable que les onze dolmens de Kerdi Bras, si différents les unes des autres, n'étaient pas des caveaux de famille juxtaposés et n'assumaient sans doute pas les mêmes fonctions : chacune aurait été conçue pour un emploi spécifique, pouvant dépasser de beaucoup un simple rôle funéraire ou cultuel.

### Construction de Kerdi Bras

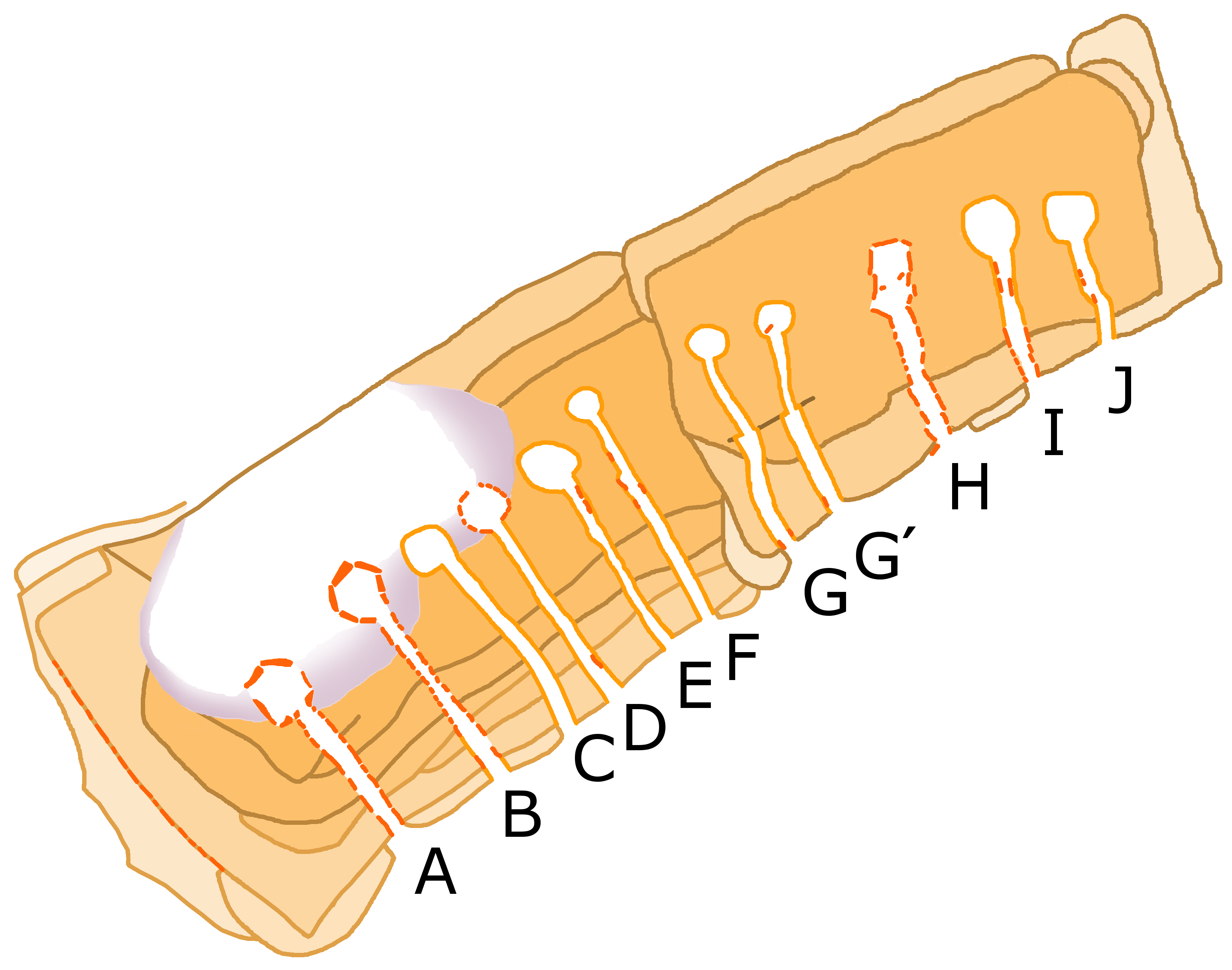
Plan général de Kerdi Bras : à gauche, le cairn secondaire, dont une partie a été ravagée ; à droite, le cairn primaire.

Tous les dolmens à couloir d'Armorique étaient recouverts d'un cairn. Un cairn dolménique est un amoncellement de pierres contenues dans un parement, c'est-à-dire dans un appareil de moellons. Un cairn peut avoir plusieurs parements concentriques, de plus en plus bas à mesure qu'ils s'éloignent du centre, ce qui donne à l'édifice une silhouette étagée. Construit comme un épierrement à degrés, enserré dans des murs successifs, de hauteur d'homme, ses gradins, nécessaires à la construction elle-même du cairn, servaient probablement d'escalier-échafaudage, selon la méthode dite « d'accrétion-exhaussement » comme dans le système constructif des pyramides proposée par l'architecte Pierre Crozat.
Dans la construction de Kerdi Bras, la datation de certains dolmens par le carbone 14 (datation des charbons de bois découverts dans les sépultures), le nombre de parements ainsi que les matériaux utilisés pour ces parements incitent à distinguer deux grandes phases.
- La partie orientale (le « cairn primaire »), comportant cinq dolmens à couloir, est érigée aux alentours de 4700 avant notre ère[13]. La métadolérite locale (dolérite métamorphisée) utilisée pour les deux parements lui donne une teinte sombre[14].
- À l'ouest, le « cairn secondaire », deux fois plus important en volume[15], comporte six dolmens à couloir : le plus ancien des dolmens datés (dolmen F) est construit vers 4300[16], le plus récent des dolmens datés (dolmen A) vers 4200[17]. Les trois parements de la façade arrière ainsi que les deux parements les plus internes de la façade avant sont composés de blocs de métadolérite[18]. Les parements les plus extérieurs de la façade avant sont constitués de granite : le bas de la façade avant a une teinte plus claire.

Les dates radiocarbone attestent bien l'antériorité du bloc primaire sur le secondaire, mais en raison des marges d'erreur, elles se recouvrent pour certains dolmens des deux sous-ensembles et affirment la rapidité des événements, la société néolithique de la zone de Barnenez ayant probablement jugé utile de posséder en même temps plusieurs chambres funéraires.

### Ravages et sauvegarde

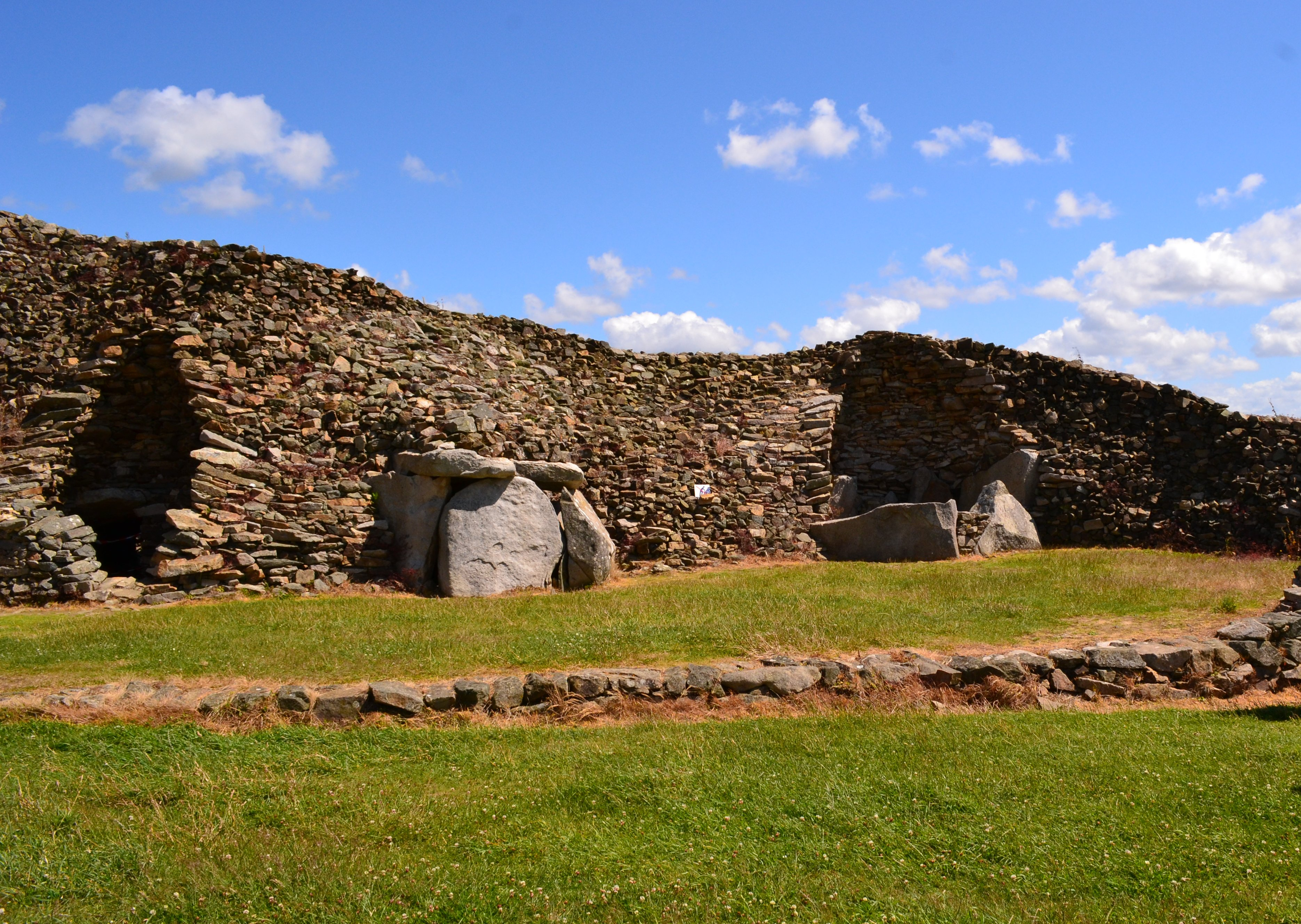
Partie détruite par l'utilisation du cairn comme carrière. Elle permet de comparer des structures différentes de chambre : de gauche à droite, chambres C, B et A.

En 1807, l'amas de pierres et de terre est cité dans le cadastre napoléonien, puis en 1850, lors d'une réunion scientifique, par le maire de la commune de Plouezoc'h. Ces signalements ne suffisent pas à protéger le monument. En novembre 1954, un entrepreneur de travaux publics outrage un premier cairn, Kerdi Bihan, long de 25 à 30 m, situé une centaine de mètres au nord-ouest de Kerdi Bras. Au printemps 1955, il ouvre une carrière et commence à détruire le grand cairn, éventrant les chambres A, B, C et D. Venu sur place pour Ouest-France, l'écrivain et journaliste Francis Gourvil alerte le préhistorien Pierre-Roland Giot, qui a dirigé l'année précédente la première campagne de fouilles du cairn de l'île Carn. Giot intervient auprès des autorités, qui font stopper les travaux.
Puis il entame des fouilles en sauvetage qui vont s'échelonner jusqu'à 1968. En urgence, à sa demande, le 18 janvier 1956, le cairn fait l’objet d’un classement au titre des monuments historiques. De 1956 à 1968, il est consolidé et restauré. André Malraux le qualifie de « Parthénon mégalithique ».

## Description de l'ensemble Kerdi Bras

### Structure de l'ensemble
Le cairn a une forme allongée, ce qui est peu courant en Armorique, et n'existe ni en Irlande ni en Grande-Bretagne ni dans la péninsule Ibérique. Trapézoïdal, s'étirant en s'élargissant de l'est-nord-est à l'ouest-sud-ouest, il recouvre 11 dolmens à couloir ouvrant au sud-sud-est. Il est entièrement en pierre sèche, c'est-à-dire sans mortier.
Une fois terminé, le monument pouvait avoir une hauteur de 8 m. Au début des fouilles, éboulé, il est long de 95 à 90 m, pour une largeur maximale de 30 à 35 m et une hauteur de l'ordre de 5 m. Aujourd'hui restauré, il a une longueur de 75 m pour 28 m dans sa plus grande largeur, et une hauteur moyenne de 6 m. Pierre-Roland Giot estime son volume à quelque 2 000 m3 de pierres, ce qui représenterait environ 4 000 tonnes : 3 000 tonnes de dolérite extraite à 250 ou 500 m de là ; et 1 000 tonnes de granite rapporté d'un îlot voisin (l'île Stérec qui à l'époque était reliée au continent), à 1,1 (granite blanc) et 1,2 km (granite gris) à vol d'oiseau plus au nord, d'un gisement près de Keriou au sud-est de l'anse de Terenez à Plougasnou (granite albitique à 1,5 km), et d'une carrière sur l'estran de Saint-Samson à l'ouest de Plougasnou (leucogranite porphyroïde gris blanc à gros feldspath à 1,9 km). La construction du cairn aurait pu nécessiter de 150 000 à 200 000 heures de travail. Dans l'hypothèse improbable d'une édification en une seule campagne, 200 à 300 hommes travaillant 10 heures par jour auraient pu élever le monument en un trimestre.

### Structure des dolmens

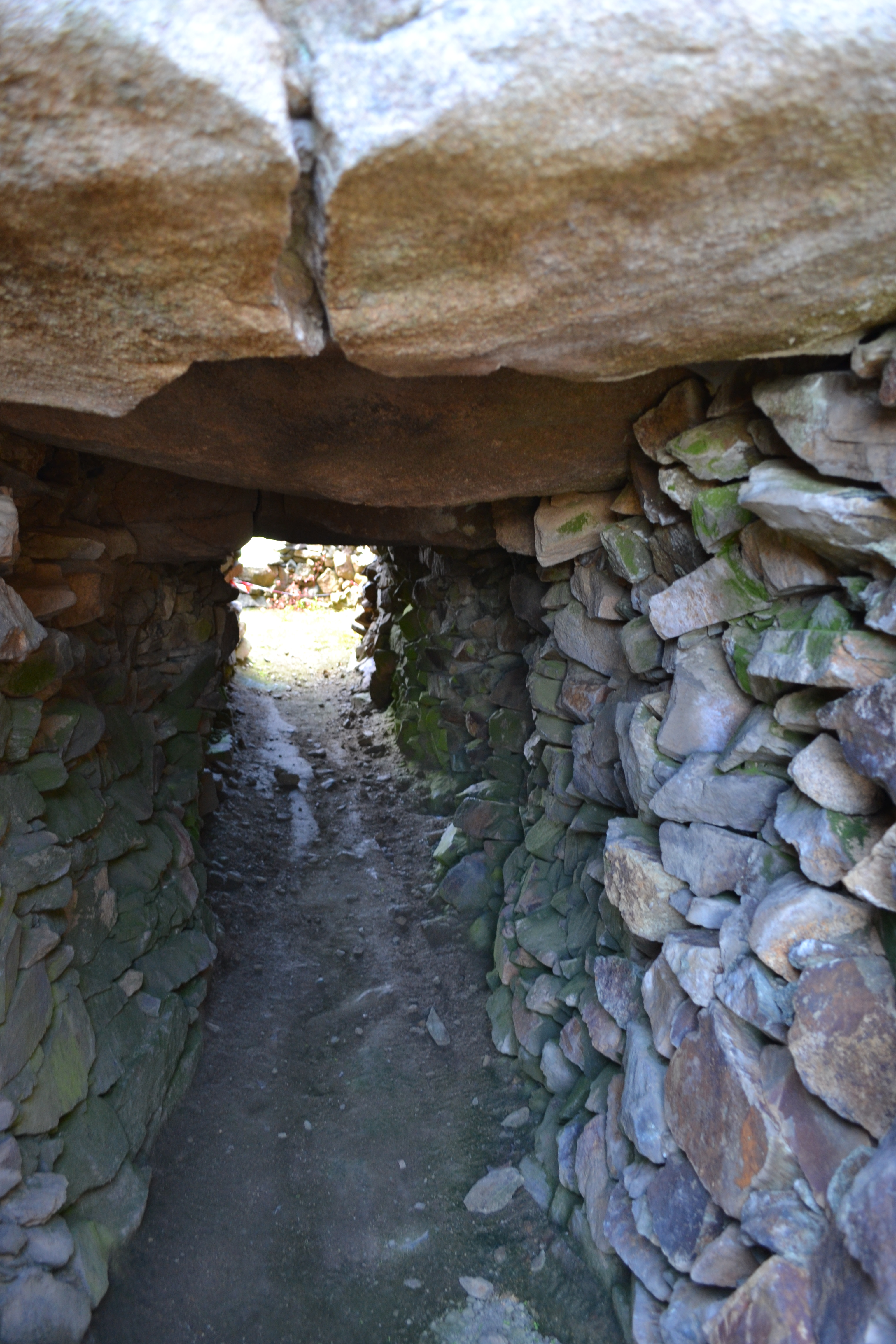
Le couloir C, le seul dont les murets en pierre sèche ne sont revêtus d'aucune dalle verticale.

La structure des dolmens est principalement en granite.

#### Couloirs
Leur longueur varie de 5 à 14 m. Cinq des onze couloirs ont un avant-couloir à ciel ouvert. Les couloirs — à l'exception du couloir A — sont constitués de murets en pierre sèche supportant des tables (dalles de couverture). Des dalles verticales (appelées orthostates), en nombre très variable, sont plaquées contre ces murets (sauf dans le couloir C). Le couloir A est constitué de dalles verticales, dont certaines sont porteuses. Elles sont doublées de murets en pierre sèche.

#### Chambres
La structure des onze chambres est variée, leur forme étant circulaire ou polygonale.
- Sept chambres sont en pierre sèche, avec une voûte encorbellée formant une fausse coupole[30].
- La chambre D et l'antichambre H sont en pierre sèche, avec voûte encorbellée. Les parois sont revêtues de grandes dalles.
- La chambre A est semi-mégalithique[31] : les parois sont en partie formées de grandes dalles verticales sur lesquelles repose une voûte encorbellée.
- Les chambres B et H sont entièrement mégalithiques : les parois sont formées de grandes dalles verticales supportant une table appelée dalle de couverture.

#### Appareil des encorbellements
Certaines voûtes en encorbellement (celles des chambres F, G, G′) nous sont parvenues intactes plus de 6 000 ans après leur construction. Pourtant, le Massif armoricain a certainement connu, sur une période aussi longue, des séismes d'amplitude prononcée. Construites en plaquettes granitiques, en tas de charge, les voûtes sont maintenues par les pierres du cairn, plus petites. Ces dernières, entassées au hasard, ne demandent qu'à rouler dès lors qu'elles ne sont pas contrebutées par un parement ou par un revêtement.

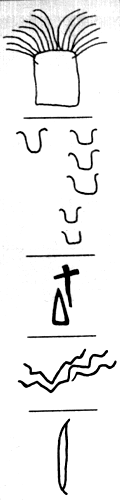
Gravures du couloir J (la première) et de la chambre H.

Au printemps 1955, après la destruction par les carriers, la section de la voûte de la chambre C a permis d'examiner l'appareil de l'encorbellement. Pour construire 1 m2 d'une voûte soignée comme celle de la chambre C, il faut compter de 1 à 1,5 m3 de plaquettes granitiques. Certaines dallettes atteignent 1,50 à 2 m de longueur, pour une largeur de 20 à 30 cm, et une épaisseur de 15 à 20 cm — parfois même de 30 cm. Muraillées en couches radiales, elles sont inclinées de 10 à 15° vers l'extérieur. L'épaisseur étant variable, de petites pierres ou plaquettes servent d'intermédiaires ou de cales. Bien des pierres se fissurent ou se cassent du fait du poids du cairn, des tassements, des irrégularités de niveau et des différences de résistance des matériaux. Malgré cela, tant que rien ne bouge tangentiellement, l'ensemble reste stable.
Depuis la consolidation de la chambre C en 1958, on ne voit plus l'appareil de son encorbellement.

### Décor
Deux dolmens portent des symboles gravés néolithiques. On trouve dans le couloir J un rectangle surmonté d'une gerbe de courbes, à un endroit inhabituel : gravé sous la première table,. Cette gravure représentant un écusson rectangulaire avec des lignes rayonnantes, symboliserait selon une interprétation traditionnelle de l'art mégalithique la Déesse mère avec sa chevelure. On peut voir à l'accueil du site une reproduction de cette table. On trouve plusieurs gravures piquetées sur des orthostates de la chambre H : haches triangulaires, arc, signes en U interprétés comme des cornes de bovidé, croix (symbolisation possible de l'homme), lignes ondulées pouvant évoquer les ondes des vagues à crêtes aiguë, lignes brisées,. Dans cette même chambre, des traces de peintures polychromes (rouges et noires) ont été décelées par deux universitaires archéologues espagnols en 2012.

### Mobilier
Les objets découverts lors des fouilles sont peu nombreux, mais très divers. Ce sont les dolmens C et D qui fournissent le mobilier funéraire le plus important, témoignant d'une longue fréquentation de ces deux monuments. Les cinq dolmens orientaux, les plus anciens, n'ont guère livré de mobilier funéraire, leurs couloirs ayant été obturés pour les préserver de visites postérieures à leur première utilisation. Ce mobilier livre des poteries fines, des flèches tranchantes et des lames de silex correspondant à la première occupation. On retrouve ces objets (à l'exception des flèches tranchantes) dans les autres dolmens qui ont livré du mobilier. Mais de la céramique campaniforme et un poignard « occidental » en cuivre arsénié montrent une nouvelle fréquentation au chalcolithique. On trouve aussi de la poterie grossière estimée comme faisant le lien entre le chalcolithique et les débuts de l'âge du bronze (couloir et chambre D). Enfin, l'analyse de charbons de bois révèle une fréquentation plus tardive encore : entre le bronze moyen et le premier âge du fer (chambre C) ; et entre La Tène (second âge du fer) et l'époque gallo-romaine (couloir et chambre C).

## Description du cairn primaire

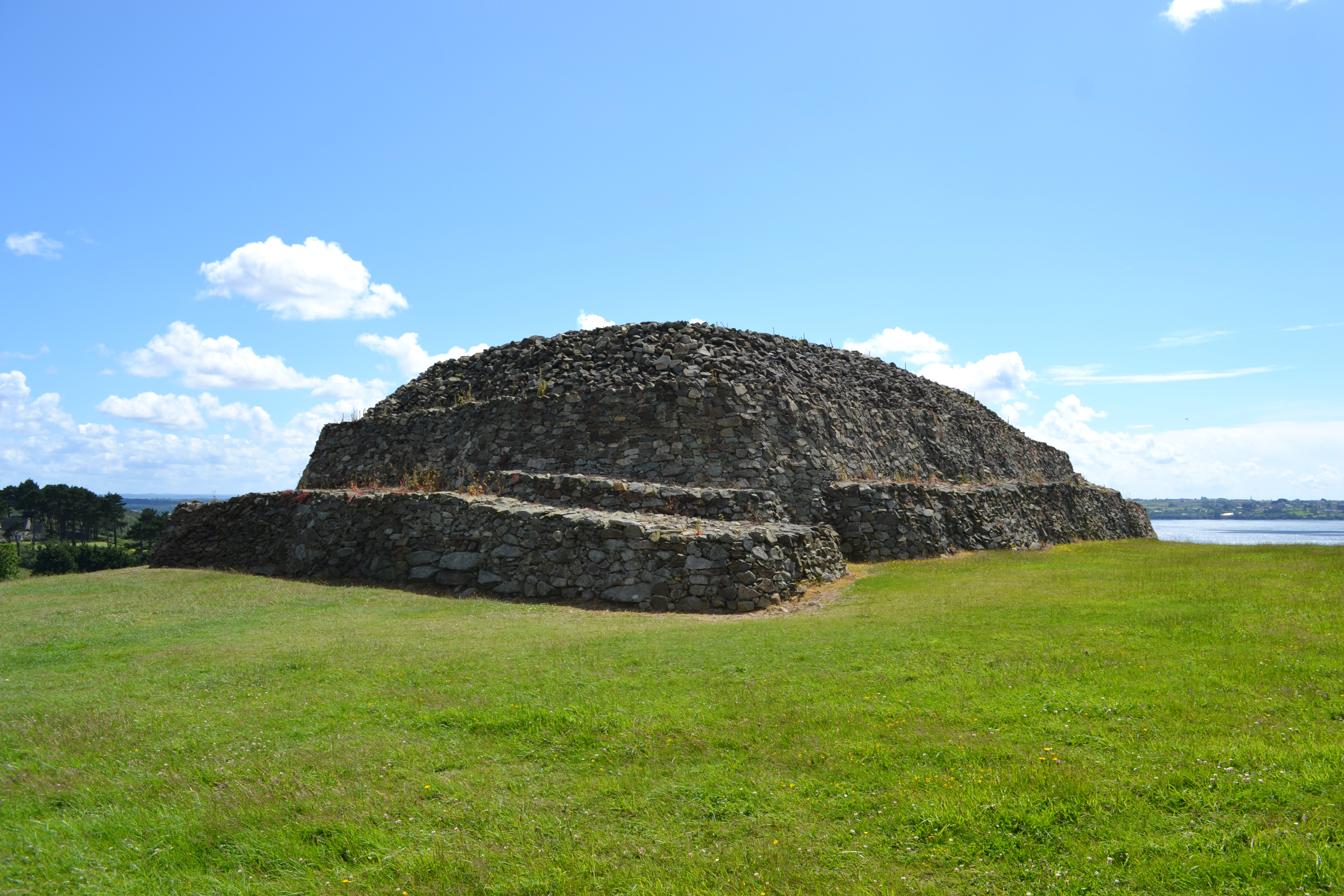
Le cairn primaire, vu du nord-est. Au premier plan, le bas massif, derrière lequel émerge le haut du massif intermédiaire. On distingue le parement interne (le plus haut) et le parement externe (sur les massifs et le long de la façade nord).

Le cairn primaire est prolongé à l'est par un massif bas. Entre eux, au nord-est, s'intercale un deuxième massif, plus haut que le premier. Le cairn primaire est long de quelque 35 m, pour une largeur moyenne de 20 m. Il abrite cinq dolmens.

### Parements
Il s'offre à la vue ceinturé de deux parements. Le parement externe a été trouvé dans un moins bon état de conservation que le parement interne. C'est pourquoi la restauration l'a fait moins haut qu'originellement.
Le cairn primaire a une orientation générale d'environ 70°, le cairn secondaire d'environ 57°. Mais il semble que des couloirs ont un jour été rallongés et que la façade principale du cairn primaire a été réaménagée. Elle s'aligne plus ou moins sur celle du cairn secondaire : le parement externe du cairn primaire est à 60 ou 62°, ce qui le rapproche de l'angle du cairn secondaire, et donne son unité à la façade principale de l'ensemble, avec une légère inflexion.
On a détecté, en arrière du parement interne, un fragment de troisième parement, reliant les entrées primitives des couloirs G et G′. Il n'a pas été dégagé. Le prolongement de ce parement n'a pu être trouvé.

### Parvis

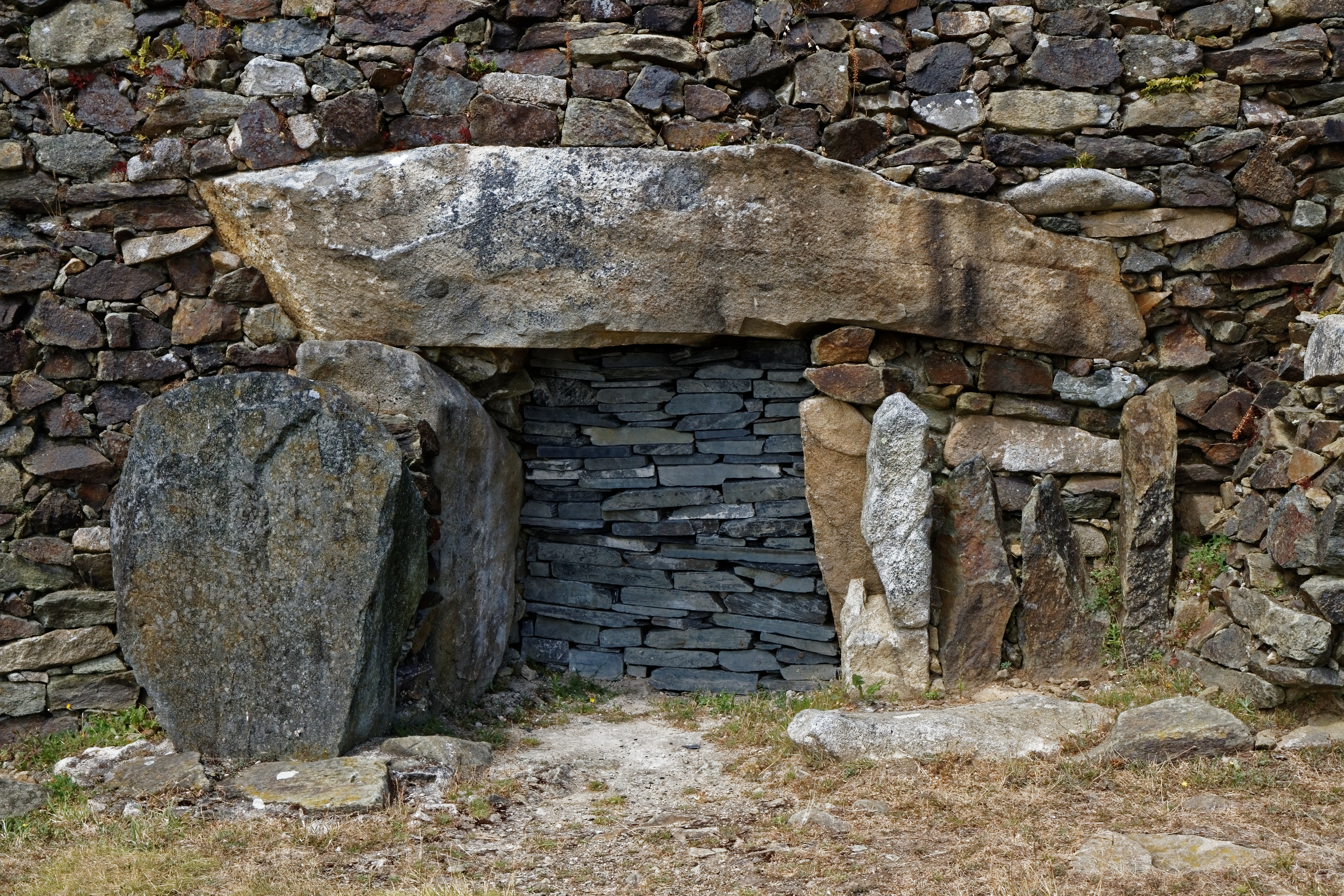
Entrée murée du dolmen H. À droite, le massif de contrefort. La plupart des entrées sont condamnées par des pierres de schiste ardoisier pour des raisons de préservation et de sécurité.

Il n'y a pas trace d'utilisation rituelle sur la façade arrière du cairn primaire, pas plus qu'à l'extrémité est. Quant au parvis — lieu privilégié devant la façade principale de tous les monuments —, il n'a guère livré de restes mobiliers évoquant des cérémonies. Mais les structures extérieures encadrant l'entrée H sont remarquables. À gauche, un grand orthostate en métadolérite, large d'un mètre, est plaqué contre le parement. À droite, s'élèvent quatre petits orthostates, hauts en moyenne de 80 cm, eux aussi plaqués contre le parement. Puis, entre la quatrième de ces pierres et l'entrée I, court un massif de contrefort, long de 4 m, profond de 80 cm. Il n'a livré aucun mobilier, et on en est réduit aux conjectures quant à une fonction rituelle.

### Chronologie
Dans le cairn primaire, seul le dolmen G est daté. Sa chambre obtient la date la plus haute de l'ensemble de Barnenez. Ce qui ne fait pas pour autant du dolmen G et de son jumeau G′ les deux plus anciennes constructions du cairn primaire. Ils peuvent aussi bien en être les plus récentes, car G voisine avec le plus proche dolmen du cairn secondaire, F, qui lui ressemble beaucoup.
On ignore donc lequel des cinq dolmens fut bâti en premier. On doit se contenter de formuler des hypothèses.
- Pierre-Roland Giot est tenté de voir en H le dolmen le plus ancien[nb 6]. Celui-ci occupe en effet une place centrale dans le cairn primaire : tout s'articule autour de lui avec symétrie. Il tranche sur les autres par son architecture, par ses techniques de construction, par ses matériaux massifs[52] ;
- le plus ancien pourrait également être J, le plus en hauteur[46].

### Dolmen J

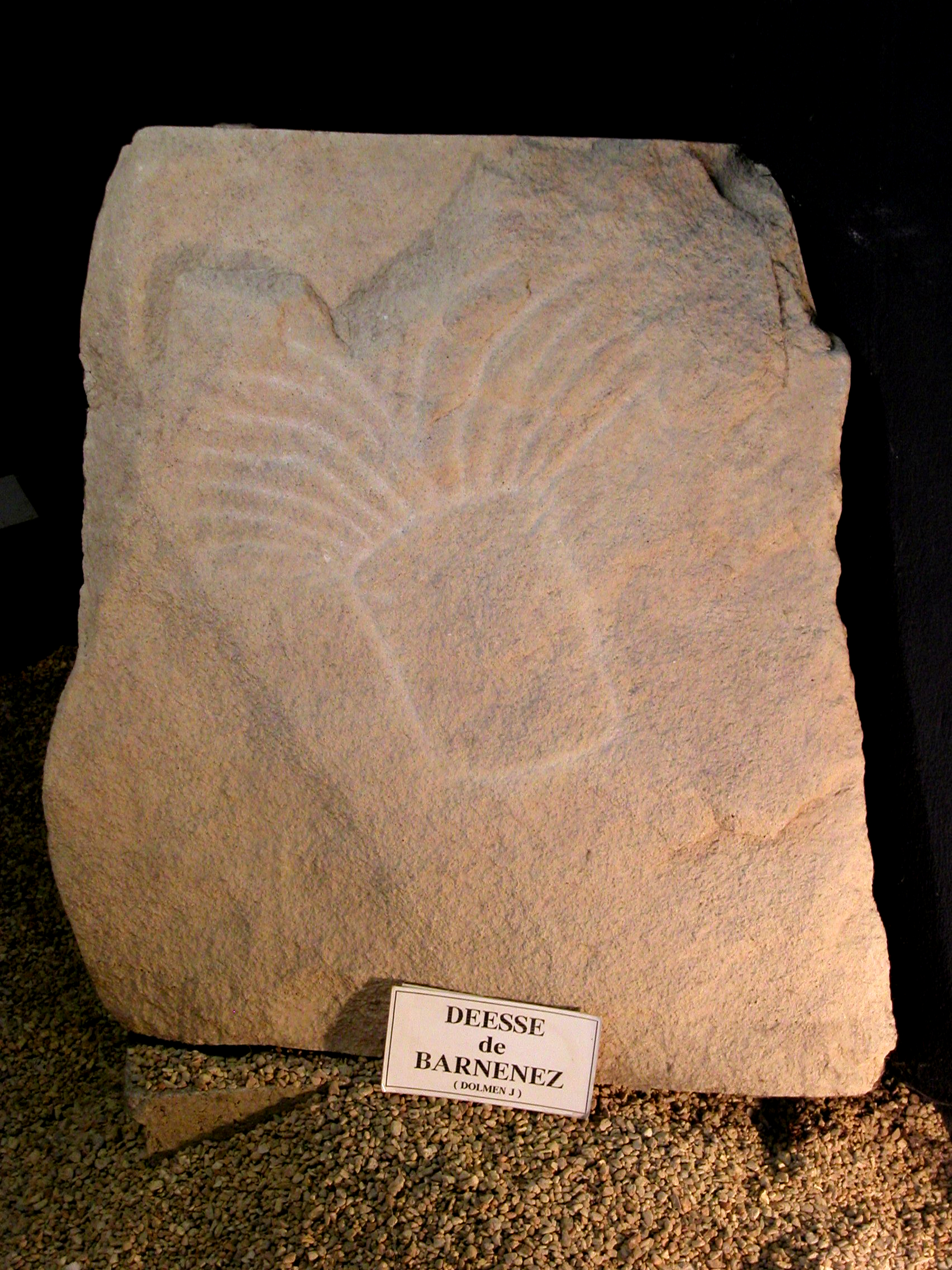
Reproduction de la première table du couloir J.

Le dolmen J, long de 9 m, est le plus oriental de tout Kerdi Bras. Il occupe à peu près, dans la surface couverte par l'édifice, le point le plus élevé. Il est très endommagé : il se trouve dans une  zone du cairn où sans doute, depuis longtemps, on avait pris l'habitude de prélever des pierres.

#### Avant-couloir et couloir

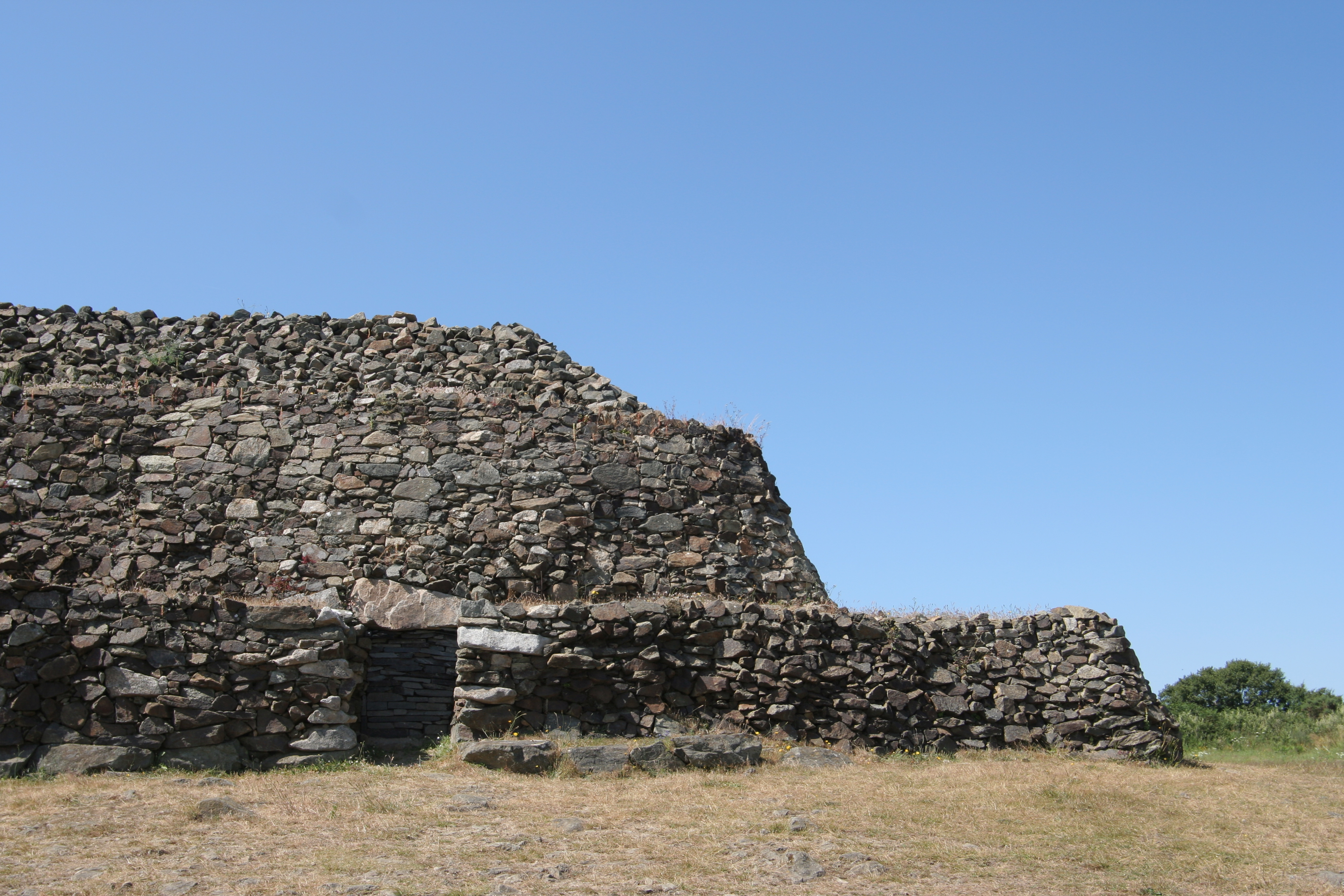
Avant-couloir et entrée du dolmen J. À droite, le massif est.

Le dolmen J est le seul du cairn primaire à être pourvu d'un avant-couloir. Celui-ci, long d'un mètre, est découvert. Son entrée s'aligne sur le parement externe. Cet avant-couloir, du fait de sa position privilégiée, pouvait avoir une fonction rituelle. Mais on n'y a trouvé aucun mobilier permettant de conforter une telle hypothèse.
Le couloir couvert (6 m) est le plus court du cairn primaire. Ses murets en pierre sèche portent les tables. Sa première table, en granite, est alignée sur le parement interne du cairn (et non sur le parement externe, comme font les 4 autres premières tables du cairn primaire). Sur sa face inférieure, est gravé un écusson surmonté d'une gerbe de 15 lignes courbes en 2 registres divergents. On trouve en Bretagne d'autres exemples de cette figure, dite « en marmite » (sans anses, ici), qui donne lieu à diverses interprétations : figure humaine avec cheveux, Déesse mère, voile de barque… L'endroit où elle se trouve est inhabituel, ce qui fait penser à un réemploi.
Sous la deuxième table, un faux-support est plaqué contre le muret ouest. Les tables suivantes ont disparu. On trouve encore deux petits faux-supports contre le muret ouest.

#### Chambre
La chambre, de forme indécise (trois mètres de diamètre), est en pierre sèche. Elle n'a conservé sa muraille que sur une hauteur d'1,50 mètre. Sa voûte en encorbellement, trouvée effondrée, est reconstituée en 1961.

### Dolmen I

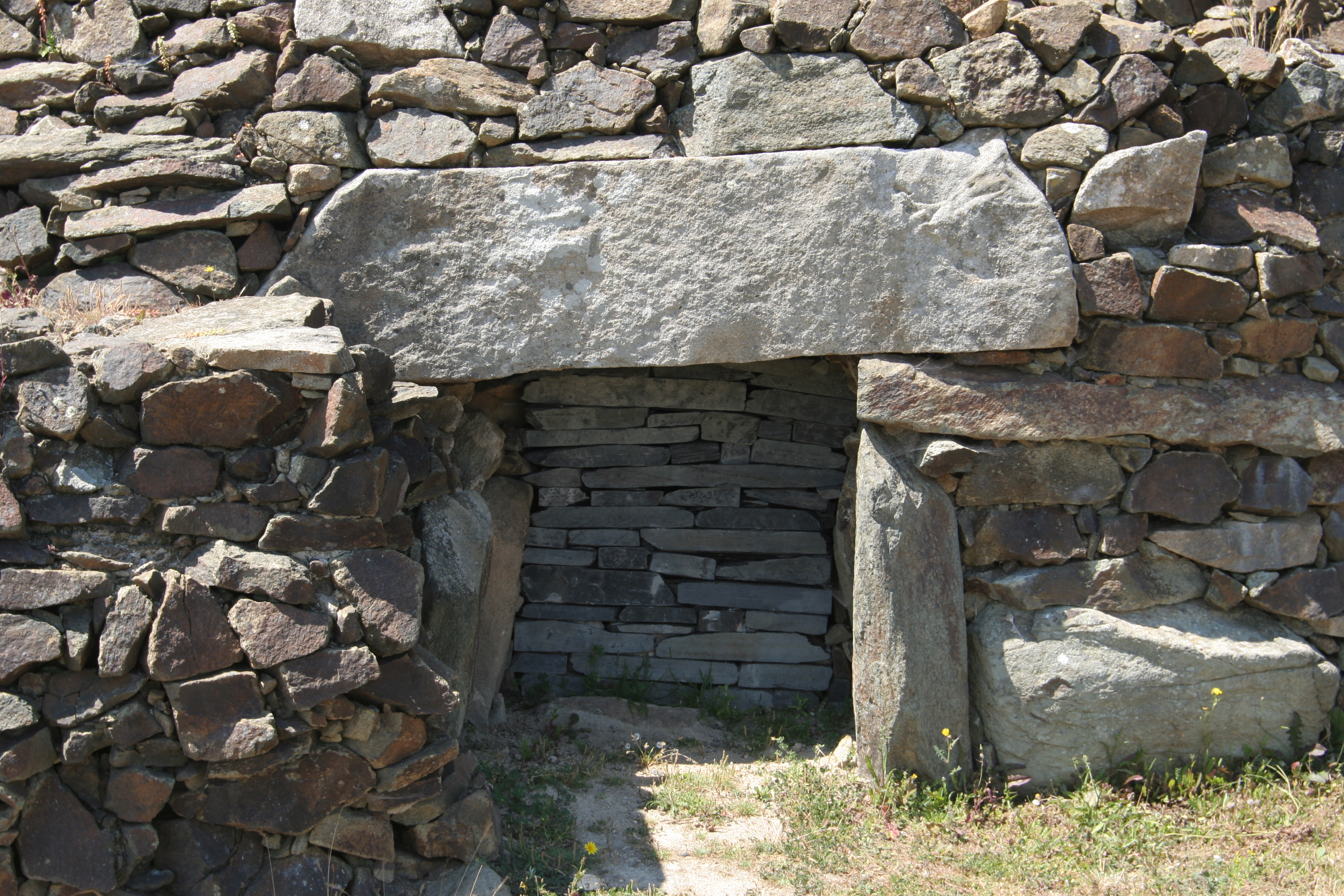
Entrée du dolmen I. À gauche, le massif de contrefort.

Le dolmen I est long d'environ 10,50 m. Il a une entrée basse (100 à 110 cm).
Dans le couloir, long de 7,50 m, en très bon état, ce sont les murets en pierre sèche qui soutiennent seuls les tables de granite. La première partie de ce couloir est couverte de 3 tables. De très courts orthostates (75 à 80 cm de haut) y bordent les 2 murets, sans jouer le rôle de supports. La deuxième partie du couloir est couverte de 4 tables. On n'y trouve que 2 faux-supports, l'un à droite, l'autre à gauche, juste avant l'entrée de la chambre.
La chambre, circulaire, couvre environ 7 m2. Les murs sont restés intacts jusqu'à environ 2 m de hauteur, tandis que la voûte en encorbellement est trouvée effondrée. En 1961, elle est reconstituée.

### Dolmen H
Le dolmen H est, selon Pierre-Roland Giot, « le plus spectaculaire de tous les dolmens de Barnenez ». Il n'a livré que très peu de mobilier : quelques débris de poterie.

#### Couloir

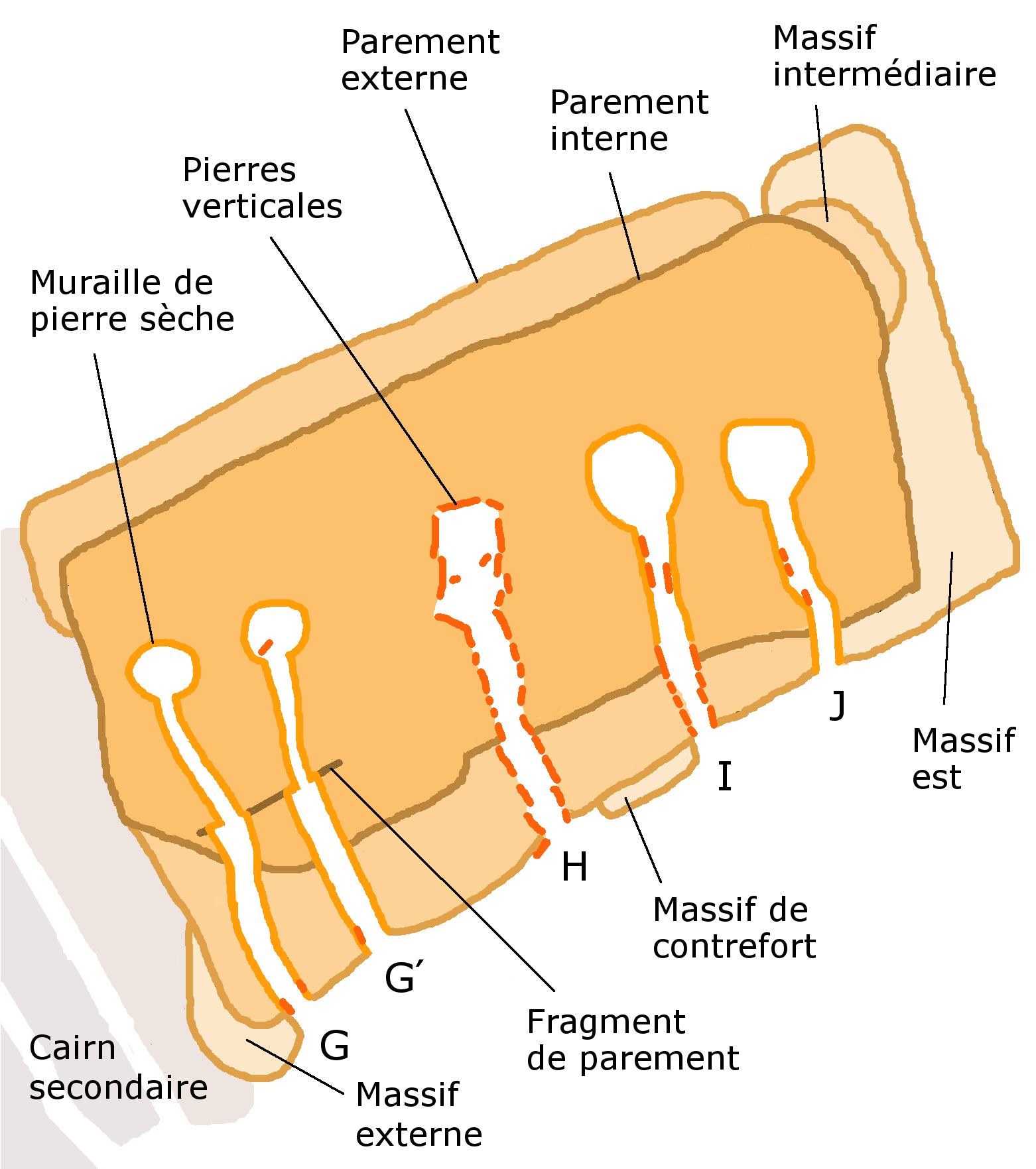
Plan du cairn primaire.

Le couloir, d'une construction très soignée, bien plus spacieux que celui des autres dolmens, est long de 7 à 7,50 m, pour une largeur de 110 cm et une hauteur moyenne de 120 cm. Les 7 tables sont portées exclusivement par les murets de pierre sèche, contre lesquels sont plaquées de grosses dalles verticales : 7 dalles (et un fragment) côté ouest, 9 dalles côté est. Le couloir remonte : le plancher se relève progressivement de 50 cm, et le plafond de 40 à 50 cm, ce qui limite la pénétration des rayons solaires, même en hiver.

#### Antichambre
L'ensemble antichambre et chambre a une longueur d'environ 4 m pour une largeur moyenne de 1,75 à 2 m, ce qui représente une surface totale de 8 m2.
L'antichambre a une muraille de pierre sèche, haute de 2,50 m, plus ou moins circulaire, contre laquelle sont plaquées de grosses dalles. La petite voûte encorbellée est effondrée. Elle devait culminer à 3 m. Ne laissant qu'un étroit passage de 80 cm, 2 petits orthostates marquent la séparation avec la chambre. Ils ne supportent pas la grande table sous laquelle ils se trouvent.

#### Chambre
Entièrement mégalithique, la chambre à une forme polygonale. Elle est délimitée par 5 grosses dalles, dont 2 sont partagées avec l'antichambre. Ces 5 dalles supportent une très grande table. Entre les dalles verticales et la table, des petits murets comblent les vides.
La chambre est ornée de nombreuses gravures :
- sur le petit orthostate ouest de l'entrée, les signes sont très profondément gravés. Ce sont 3 triangles (haches) et un arc :
- sur les autres piliers, les gravures sont plus frustes et simplement piquetées : triangles, signe en U (cornes), croix, lignes ondulées, lignes brisées[34]…

Les entrées du site ayant été scellées en 1968, deux universitaires archéologues espagnols, Primitiva Bueno Ramírez et Rodrigo de Balbín Behrmann, obtiennent en mai 2012 l'autorisation d'étudier trois des onze chambres funéraires du cairn. Ils décèlent des traces de peintures polychromes  dans la chambre du dolmen H, sur une surface d'environ 4 m2. La couleur rouge provient de l'oxyde de fer. Le noir contient du dioxyde de manganèse. De telles peintures ont déjà été trouvées dans des mégalithes, en Espagne et au Portugal. La dispersion d'autres petites traces de peinture suggère qu'il y avait un décor total peint et gravé. Selon le Centre des monuments nationaux, « c'est la première fois que, grâce à des analyses, des traces de polychromie sont identifiées et confirmées dans un mégalithe breton ».

### Dolmen G′

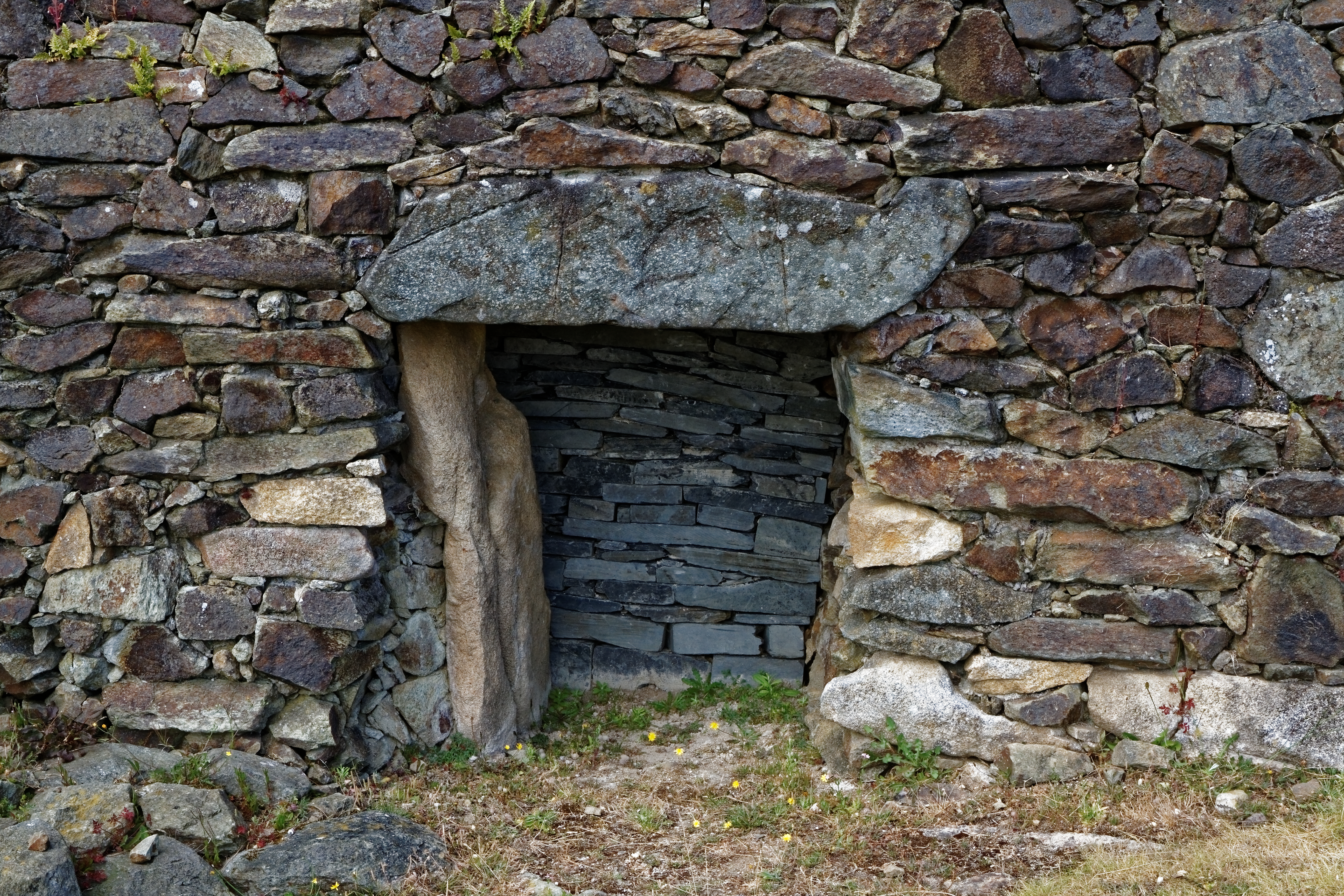
Entrée du dolmen G′.

Situé entre le dolmen G et le dolmen H, le dolmen G′ doit sa dénomination au fait qu'il a été découvert après tous les autres, en juin 1957. Par son plan et par ses dimensions, il a des ressemblances avec le dolmen G. Sa longueur est d'environ 12,50 m. Hormis quelques charbons de bois et un éclat de silex (et, à l'entrée, deux tessons, probablement de l'âge du fer), il n'a pas livré de mobilier.

#### Couloir
Le couloir est « tortueux et irrégulier ». Il a une longueur de 10,40 m environ. Ses murets sont bâtis en pierre sèche. Il est recouvert de 12 tables. L'entrée a un petit orthostate, qui ne supporte pas la première table.
Le couloir a d'abord une hauteur de 120 à 130 cm, pour une largeur de 80 à 90 cm. À 6 m de l'entrée, il rétrécit de façon très marquée : la hauteur n'est plus que de 80 à 90 cm, et la largeur moyenne de 70 cm. À l'endroit du redent, il y a une rupture dans l'appareillage des parois et, au-dessus, tout autour de la sixième table, le cairn comporte un parement interne, perpendiculaire au couloir. Tout cela donne à penser que le couloir a été fait en deux étapes : on a construit d'abord un couloir primaire de longueur moyenne (4,40 m), couvert de 6 tables ; puis on l'a prolongé par un couloir secondaire de 6 m, couvert lui aussi de 6 tables,.
Une des dernières dalles est brisée. Le sol est recouvert de pierraille. On a trouvé dans ce couloir un bourrage de grosses pierres.

#### Chambre
Circulaire, bien conservée, la chambre est petite : son diamètre moyen est de 2 m, pour une hauteur de 2,80 m. Parois et voûte en encorbellement sont en pierre sèche (granite mêlé, pour ce qui concerne la voûte, de quelques dalles de schiste bleu). Une dalle de schiste bleu ferme l'encorbellement. Le sol est recouvert de pierraille. Une fine dalle sur chant était disposée de façon oblique à l'ouest de l'entrée de la chambre. Elle a mystérieusement disparu dans les années 1960.

### Dolmen G

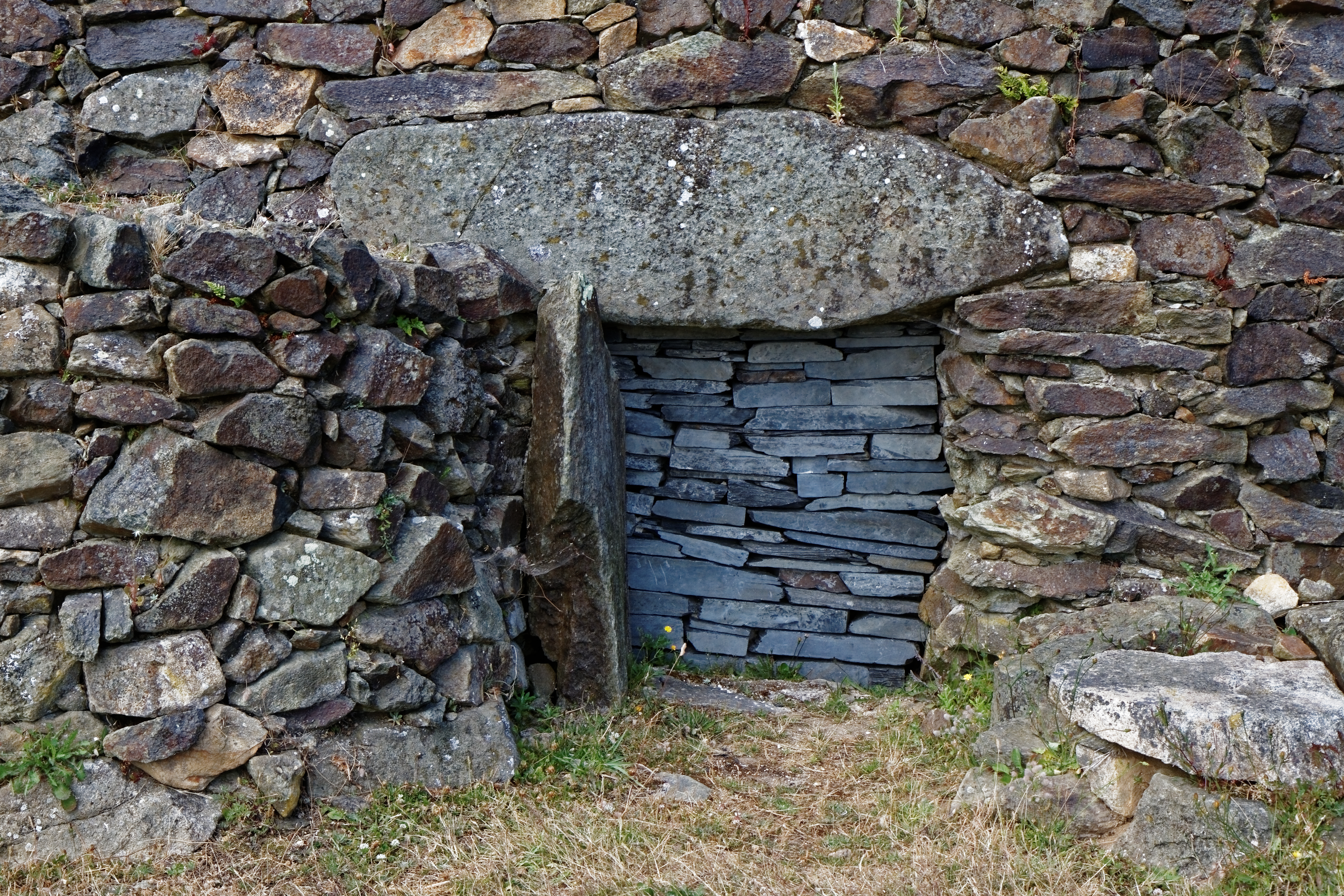
Entrée du dolmen G. À gauche, le massif externe.

Le dolmen G est le monument le plus occidental du cairn primaire. Intact, il a une longueur d'environ 13,50 m. En dehors de charbons et d'un débris d'os, il n'a pas livré de mobilier.

#### Couloir
Long d'environ 11,60 m, le couloir est le plus long du cairn primaire. Tortueux et irrégulier comme celui de G′, il s'incurve doublement, formant un s très aplati. Ses murets sont bâtis en pierre sèche. À l'entrée, plaqués contre les parois, se dressent deux petits piliers, sur lesquels repose la première des 13 tables du couloir. La hauteur est d'abord, sous les deux premières tables, de 50 à 60 cm. Puis elle remonte à 100-110 cm. La largeur, dans cette première partie du couloir, est de 100 cm.
À sept mètres de l'entrée, le couloir rétrécit nettement (un peu moins cependant que dans le dolmen G′) : sa seconde partie ne fait plus que 50 cm de large, tandis que le plafond descend jusqu'à 70 cm. À l'endroit du rétrécissement, on trouve dans le cairn la trace du même parement interne qu'au-dessus du couloir G′. La partie proche de l'entrée (le couloir secondaire), longue de sept mètres, est pourvue de 8 tables. La partie proche de la chambre (le couloir primaire), longue de 4,60 mètres, est couverte de cinq tables.
Le sol est entièrement recouvert d'une couche de 25 à 30 cm de pierraille. Le couloir a été obstrué volontairement sur 4 m, entre les tables 4 et 9 : à cet endroit, le « pavage » a été trouvé recouvert — plus haut que dans le couloir G′, parfois jusqu'au plafond — d'un amoncellement de grosses pierres de taille. L'arrivée dans la chambre était également à demi obturée d'un amoncellement de pierres, parmi lesquelles se trouvait un fragment de tibia humain.
Le couloir secondaire est daté dans l'intervalle entre 4330 et 4005 avant notre ère.

#### Chambre
Circulaire, bien conservée, la chambre a des dimensions proches de celles de la chambre G′ : d'un diamètre moyen de 2 m pour une hauteur de 2,60 m. Comme dans la chambre G′, parois et voûte sont en pierre sèche : les parois sont faites de dalles plates de granite jaune superposées ; la voûte, en encorbellement, est également faite de petites dalles de granite superposées, auxquelles se mêlent quelques plaques de schiste bleu. Une dalle de schiste ferme l'encorbellement.
Des charbons de bois trouvés dans la chambre en 1968 sont datés par le carbone 14 dans l'intervalle entre 5010 et 4400 avant notre ère.

## Description du cairn secondaire
Long de 40 m, large de 28 m à la proue, le cairn secondaire abrite six dolmens. À l'arrière, dans la zone dévastée en 1955 par l'ouverture d'une carrière, quatre des chambres (A, B, C et D) sont visibles.

### Parements

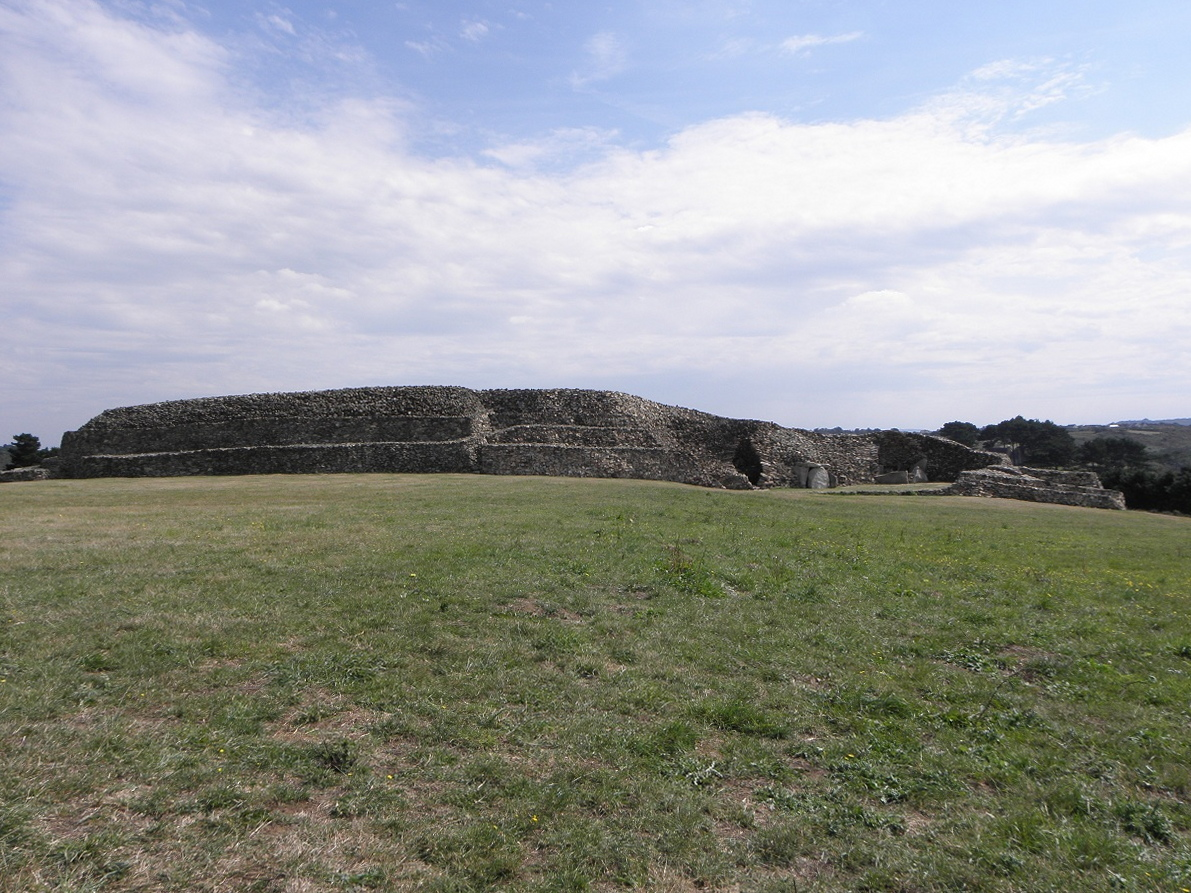
Façade arrière de Kerdi Bras. À gauche, le cairn primaire, reconnaissable à ses deux parements. Au centre, les trois parements arrière du cairn secondaire. À droite, la zone dévastée.

Si le cairn primaire est ceint de deux parements, le cairn secondaire en compte plus : 
- trois au nord (façade arrière) ;
- quatre au sud (façade avant) — et même, par endroits, six murets l'un derrière l'autre.

L'accroissement de la pente, à l'endroit où le cairn secondaire est construit, est certainement la cause de la multiplication de murets de renforcement,.

### Façade arrière
Comme sur le cairn primaire, les parements arrière du cairn secondaire sont en métadolérite locale. La façade arrière compte trois parements :
- le parement externe est dans la continuité du tracé de celui du cairn primaire. Dans la zone transformée en carrière, on a retrouvé ses fondations, qui sont aujourd'hui visibles ;
- le parement intermédiaire pourrait se raccorder au parement interne du cairn primaire, moyennant un petit redent ;
- le parement interne ne prolonge aucun parement du cairn primaire[18].

### Façade avant

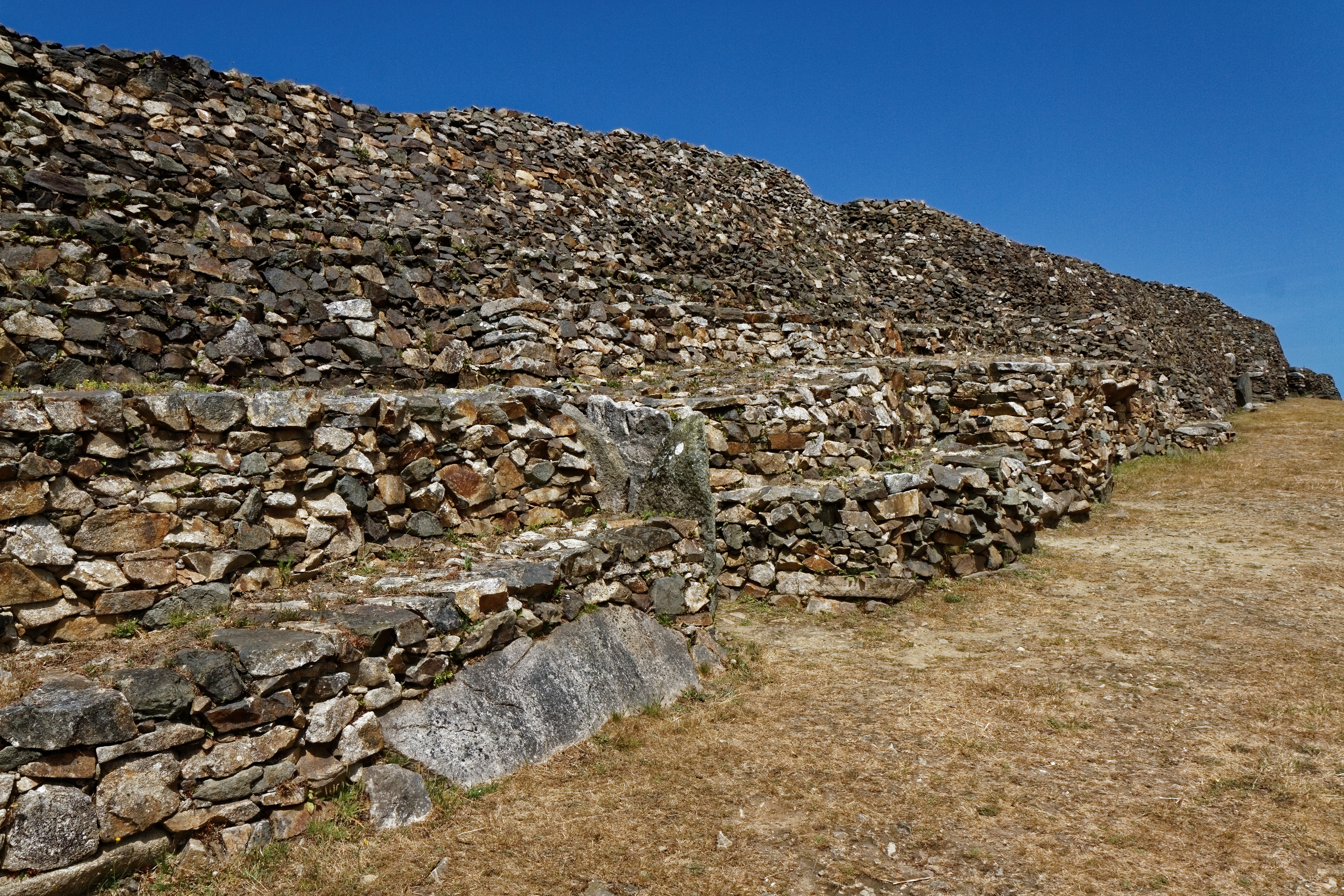
Façade avant du cairn secondaire. En bas, les deux petits contreforts encadrant la porte B.

Sur la façade avant, les deux parements les plus internes sont en métadolérite, comme les parements arrière et comme les parements du cairn primaire. Les quelques blocs de granite qui s'y mêlent, dans certaines parties, sont une erreur de reconstitution.
Les parements plus extérieurs sont en granite. Pierre-Roland Giot propose une explication : il pourrait s'agir d'un surplus de granite, une fois les structures des dolmens terminées.
Dans la partie est (de l'entrée C au cairn primaire), on compte quatre parements. Le seul ajout est un petit massif de contrefort d'angle, partant de l'entrée F et accolé au massif ouest du cairn primaire.
À l'ouest, entre les couloirs A, B et C, on compte six parements : des massifs de parement « en coin » viennent s'intercaler entre les parements principaux ; et deux petits contreforts sont ajoutés entre les trois entrées.

### Proue du cairn secondaire
Le cairn secondaire s'évase à la proue.

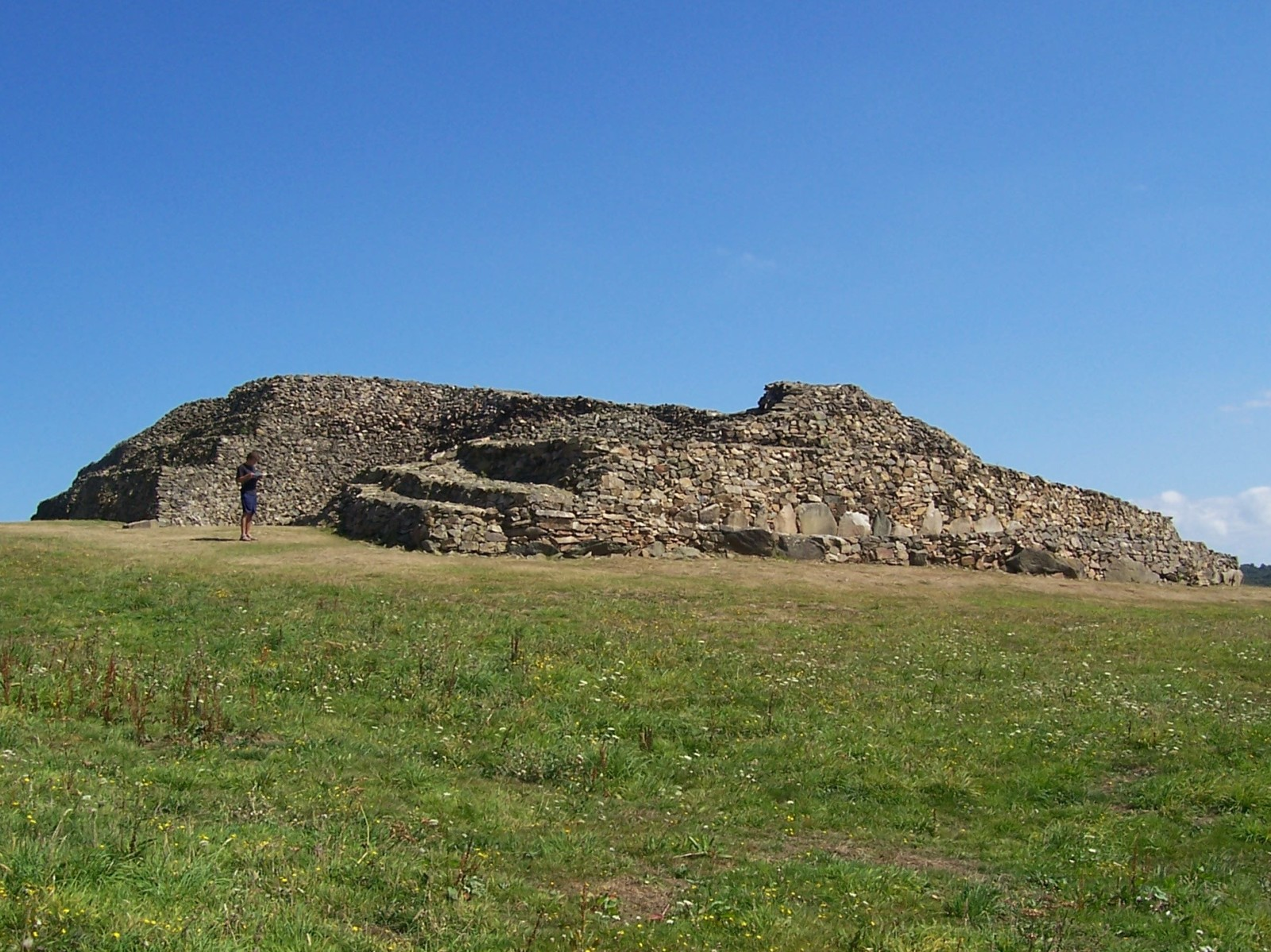
Proue du cairn secondaire vue de l'ouest.

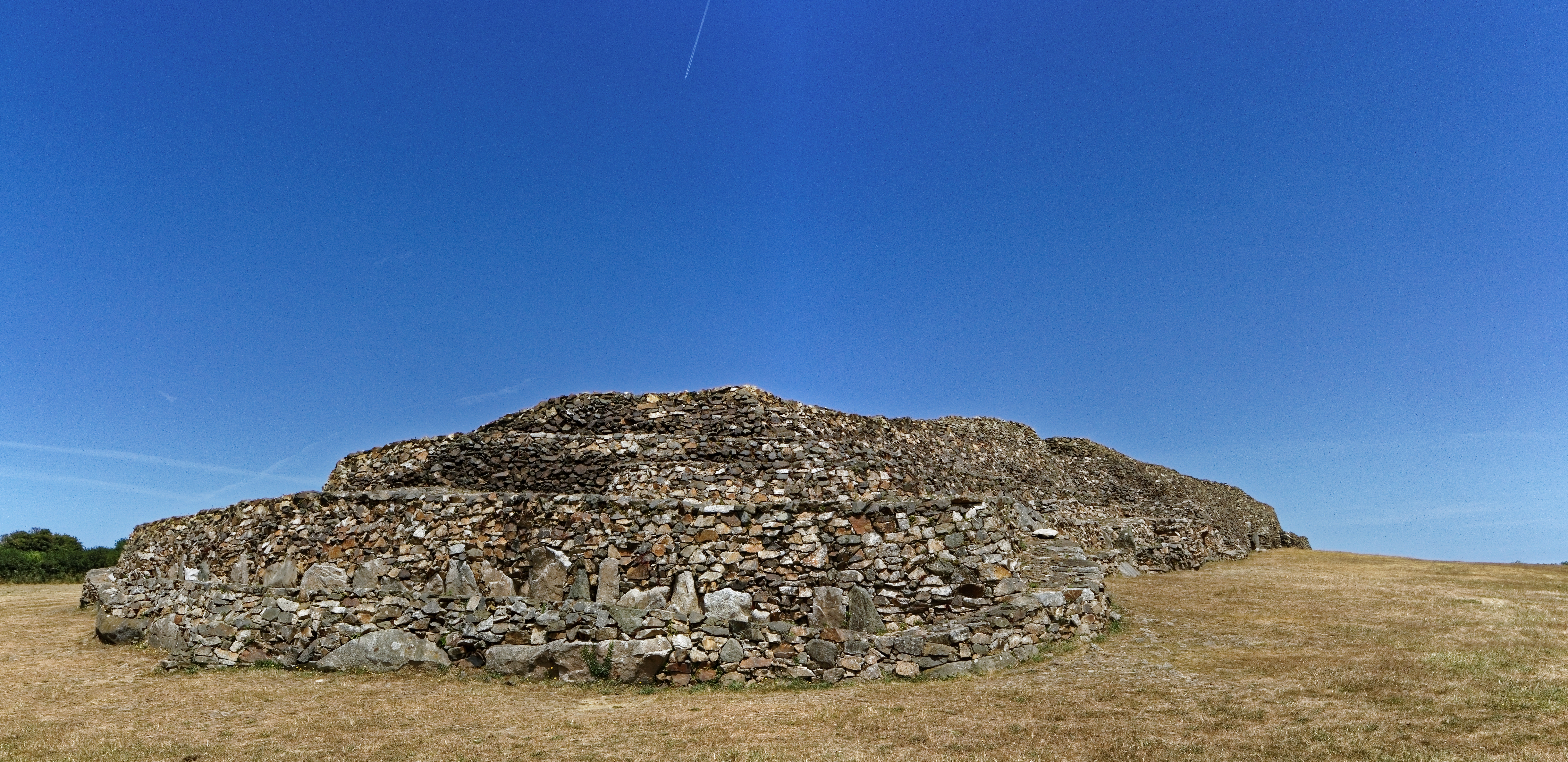
Proue du cairn secondaire vue du sud-ouest.

À l'ouest de l'entrée A, à la corne sud-ouest, on retrouve six parements : deux massifs de parement « en coin », qui viennent s'intercaler entre les parements principaux ; et le contrefort de la corne — prolongement des deux petits contreforts qui courent entre les entrées C, B et A. Ce contrefort vient s'intercaler à l'ouest entre parement médian et contrefort externe.
On ne compte plus, dans la partie centrale de la proue, que quatre parements. Les deux parements les plus internes, en métadolérite, sont renforcés d'un parement médian. L'armature de ce dernier est constituée d'une série de grosses dalles verticales — de granite et de métadolérite —, sur lesquelles s'appuient des maçonneries sèches.
Ce parement médian, formant deux cornes, est lui-même doublé du parement d'un large contrefort externe, « assez bas et réduit en quelques assises posées sur de très grands blocs de fondation ».

### Dolmen F

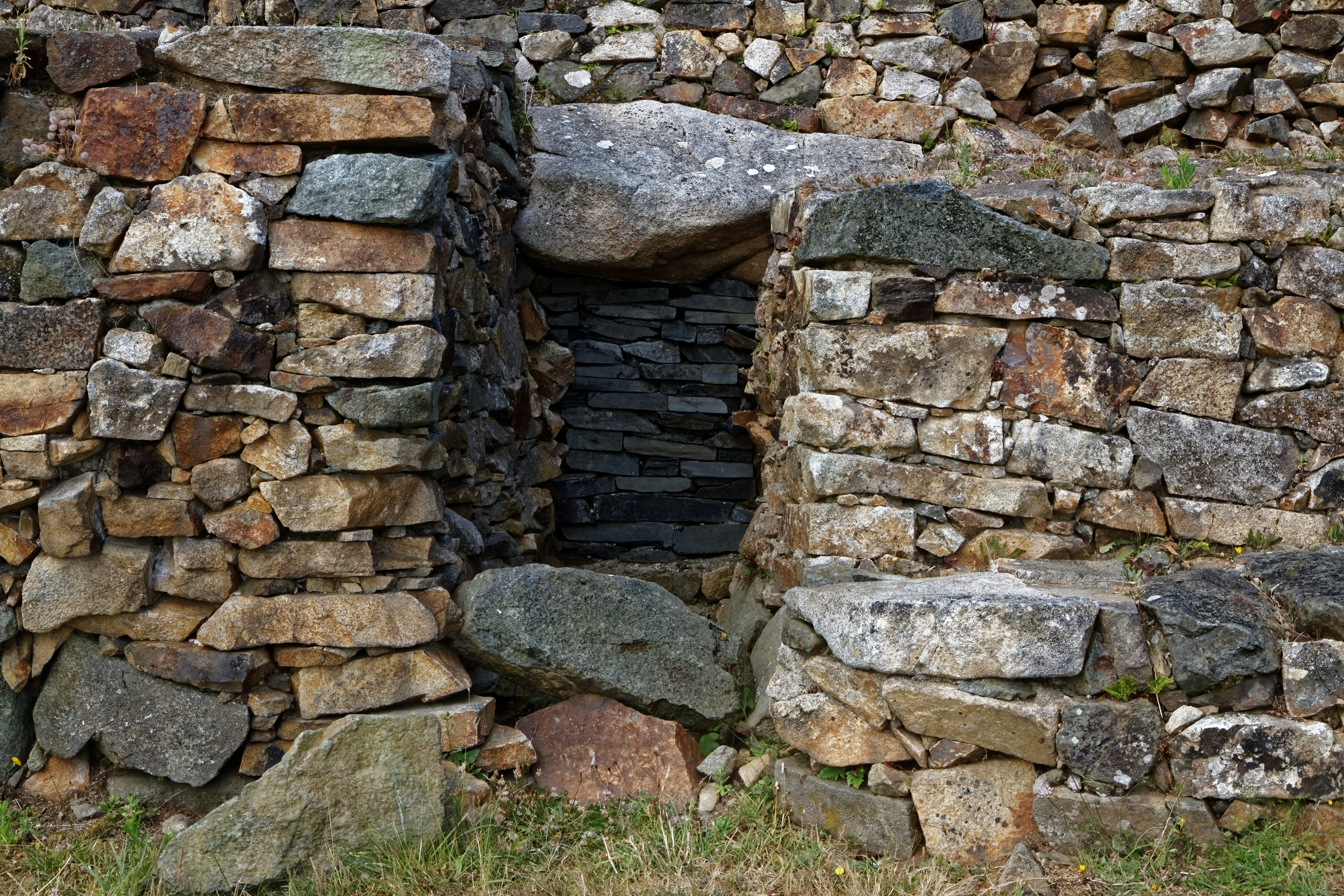
Avant-couloir et entrée du dolmen F. En bas, à droite, le contrefort.

Le dolmen F est le plus oriental du cairn secondaire. Il est donc situé entre le dolmen G (cairn primaire) et le dolmen E (cairn secondaire). Il mesure 14 m.
Il est difficile de savoir si tous les dolmens du cairn secondaire ont été construits dans une même période. La question se pose notamment pour le dolmen F qui, selon Jean L'Helgouach, « laisse perplexe ».
- sa chambre n'est pas dans l'alignement des cinq autres chambres du cairn secondaire, mais dans celui des chambres du cairn primaire ;
- sa chambre est plus étroite et plus haute (3,50 m) que les autres chambres du cain secondaire[76]. Elle a le même diamètre (2 m) que les chambres voisines G et G′, qui appartiennent au cairn primaire[77] ;
- le couloir semble avoir été allongé, comme ceux des dolmens G et G′ ;
- enfin, les datations viennent conforter l'idée « raisonnable » selon laquelle le dolmen F aurait été construit « à peu près en même temps » que G et G′[51] :
  - intervalle entre 5010 et 4400 avant notre ère pour la chambre G[13],
  - intervalle entre 4330 et 4005 pour la prolongation du couloir G[70],
  - intervalle entre 4705 et 3955 pour la chambre F[16].

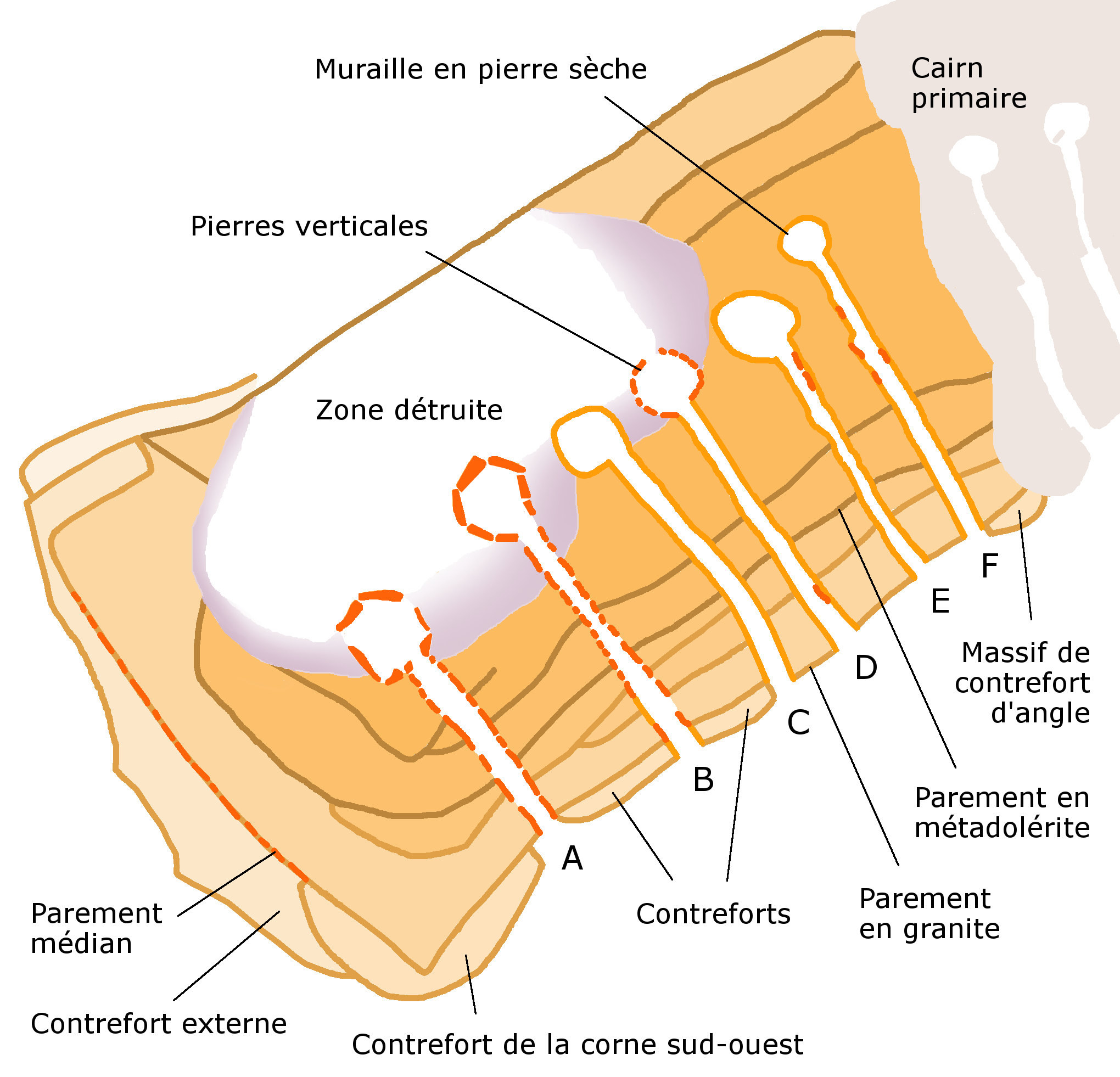
Plan du cairn secondaire.

#### Avant-couloir et couloir
Le couloir est le plus long (12 m) et le plus étroit de tout le cairn de Barnenez. Il comprend une courte partie à ciel ouvert. Cet avant-couloir est particulièrement étroit. Vingt petits tessons de poterie y ont été trouvés. Un contrefort, sans doute secondaire, le borde à l'est. Une quinzaine de petits tessons ont été trouvés le long de la façade, près du coin occidental de l'entrée.
Le couloir est construit en pierre sèche. Quelques faux-supports sont plaqués sur les murailles, ou plus ou moins intégrés dans la maçonnerie. Une des tables de couverture s'est rompue, provoquant un éboulement dans la seconde moitié du couloir. Celui-ci présente plusieurs traces de prolongation, notamment à 4 m de la chambre. Le couloir a été fouillé aux deux tiers, et une quinzaine de tessons y ont été trouvés, ainsi que des charbons de bois. Les charbons de bois du niveau le plus élevé donnent l'intervalle entre 4320 et 3650 avant notre ère.

#### Chambre
La chambre, intacte, a un diamètre de 2 m, soit une surface de 3 m2 environ. Ce faible diamètre de base, pour une hauteur de 3,50 m, donne à l'encorbellement, bien préservé, un profil très aigu. Les dernières pierres de cet encorbellement ne sont pas très grandes. Une petite dalle plate sert de clef de voûte.
Le sol de la chambre se compose d'une couche de 40 cm de glaise, recouverte de 30 cm de pierraille. Sa partie sud-ouest a été fouillée. Elle a livré des charbons, un fragment d'os et un minuscule tesson de poterie. Les charbons donnent une date dans l'intervalle entre 4705 et 3955 avant notre ère.

### Dolmen E

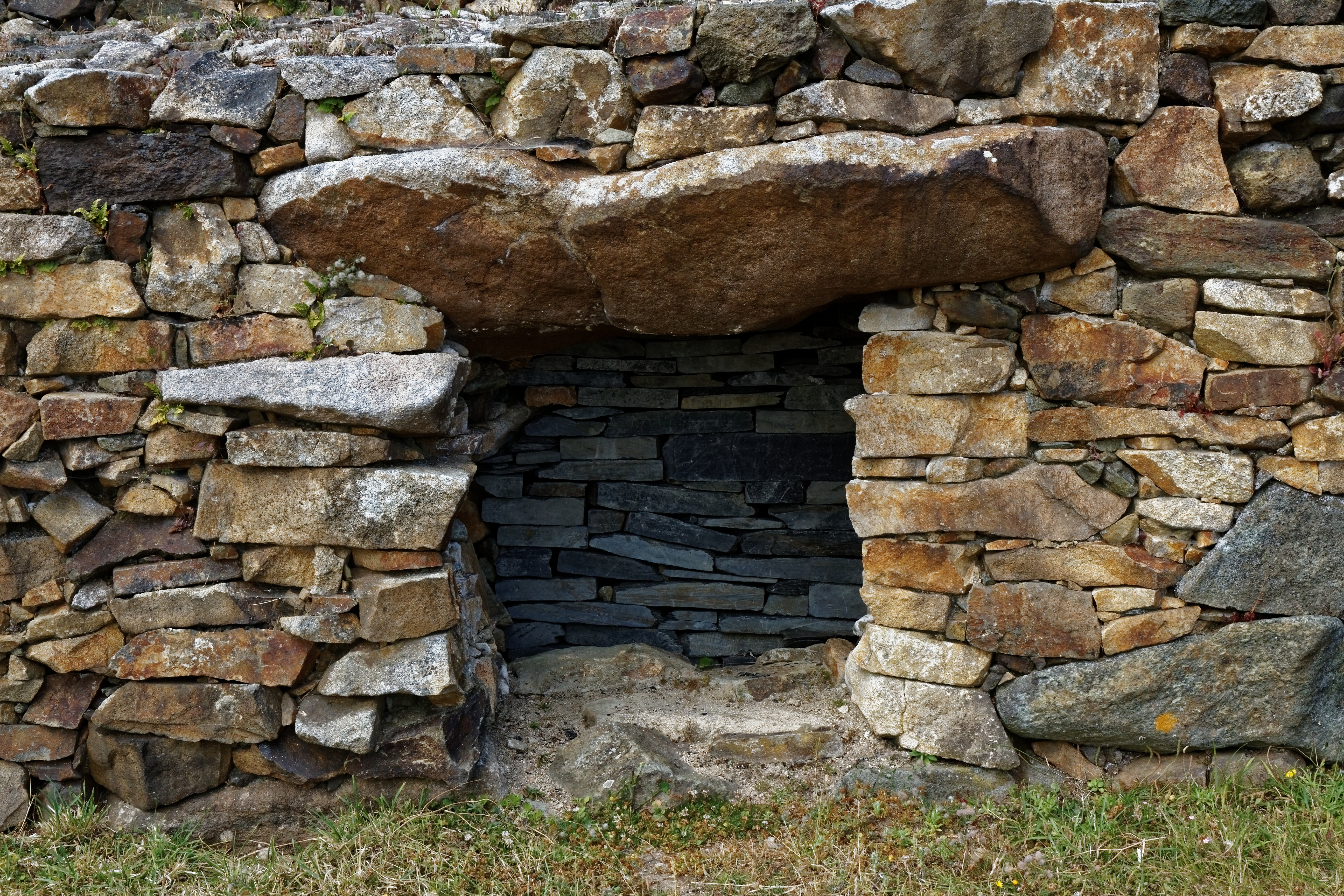
Entrée du dolmen E.

Le dolmen E a une longueur de 13,60 m. Son entrée ne fait pas plus de 80 cm de hauteur. Il n'y a pas d'avant-couloir à ciel ouvert : la première table du couloir — la plus en avant de tout le cairn secondaire — rase le bord extérieur du cairn.

#### Couloir
Le couloir, long de 10,50 m, est entièrement construit en pierre sèche. Sa base, plus étroite que le sommet, varie de 75 à 100 cm de large. Elle se rétrécit jusqu'à 50 cm en milieu de couloir, au passage du parement interne. Deux orthostates se trouvent côte à côte le long de la paroi est, non loin de la chambre. Des coquilles de mollusques (huîtres, palourdes, patelles) ont été trouvées.

#### Chambre
La chambre, entièrement en pierre sèche, effondrée, n'a plus que 3 m de hauteur. Le sommet de l'encorbellement est détruit. Il devait à l'origine culminer à 4 m. La base de la paroi dessine un ovale assez irrégulier d'un diamètre moyen de 3 m (jusqu'à 3,60 m), ce qui donne une surface d'environ 7 m2. Au milieu de la chambre, se trouvait un important amas de débris végétaux brûlés, daté de 900 de notre ère (haut Moyen Âge). Sur le pourtour de la chambre, comme dans le couloir, des coquilles de mollusques ont été trouvées.

### Dolmen D
Le dolmen D est intéressant par le mobilier qu'il livre, témoin des phases successives d'occupation :
- 70 g d'objets en silex dans le couloir, et 335 g dans la chambre ;
- 50 g de quartz et 380 g de pierres variées dans le couloir ;
- 510 g d'objets en dolérite ;
- 2 675 g de poterie estimée du néolithique moyen dans le couloir, et 155 g dans la chambre[43] ;
- 751 g de céramique campaniforme dans le couloir, et 96 g dans la chambre ;
- 8 230 g de poterie grossière (estimée comme faisant le lien entre le chalcolithique et les débuts de l'âge du bronze) dans le couloir, et 1 600 g dans la chambre ;
- la base d'un pot à piédestal de l'âge du fer ;

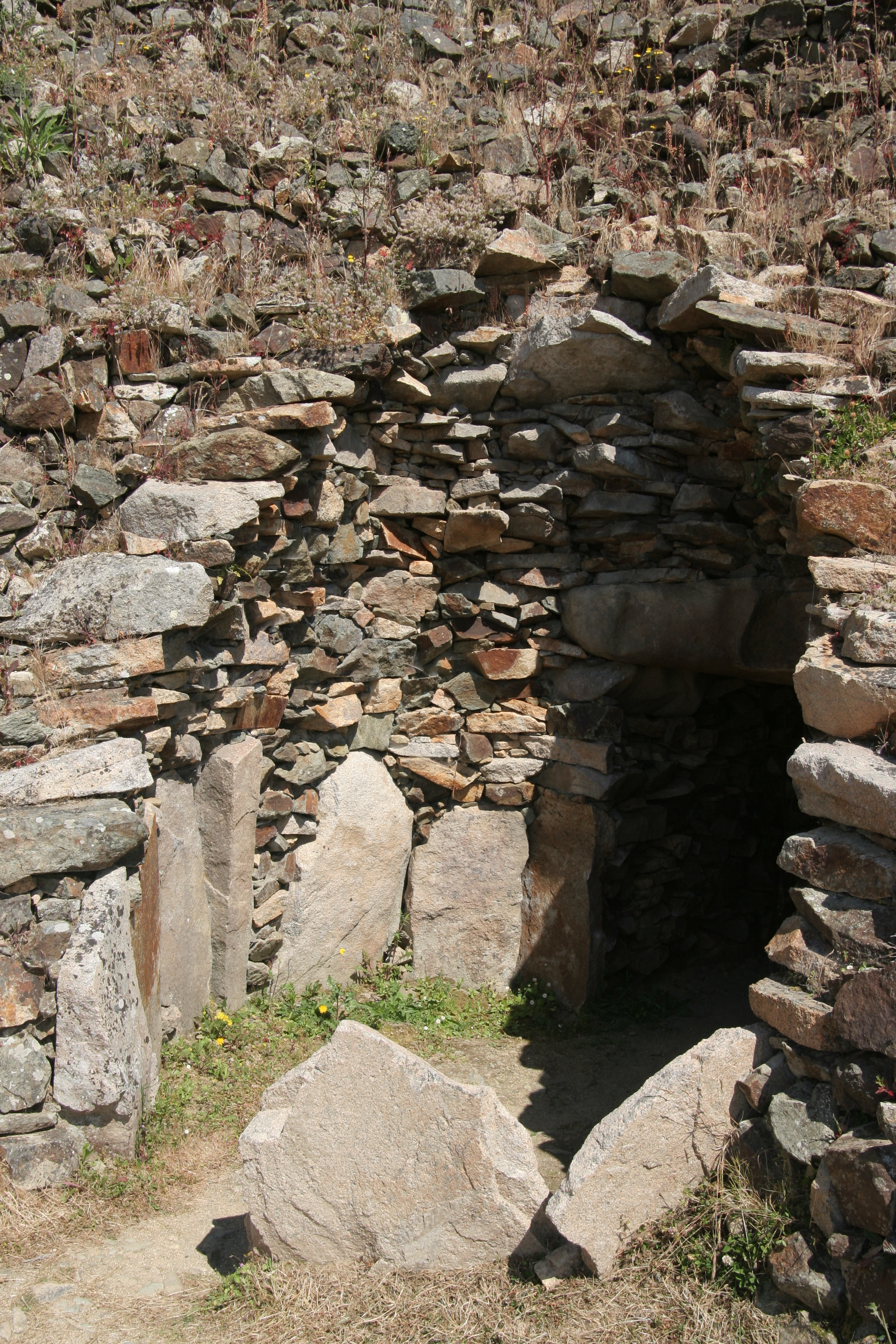
Chambre D.

- 180 g de tessons peut-être médiévaux dans l'entrée de l'avant-couloir[84].

#### Avant-couloir et couloir

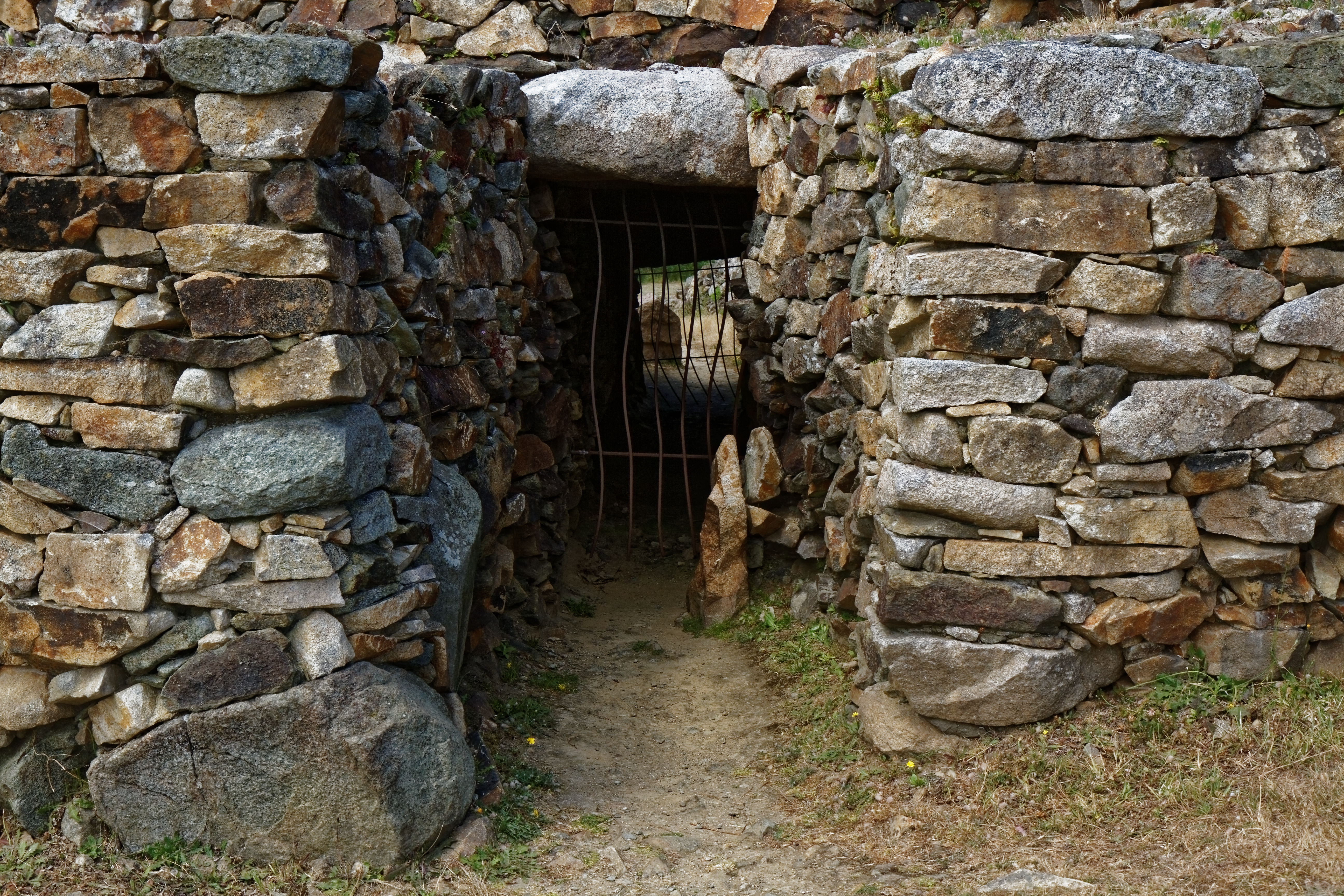
Avant-couloir et couloir du dolmen D.

Le couloir comporte un avant-couloir à ciel ouvert, qui connaît une fréquentation très active au néolithique moyen (poterie fine). Cette fréquentation reprend au chalcolithique (poterie campaniforme) et dans la période de poterie grossière qui mène à l'âge du bronze.
Comme souvent à Barnenez, la première table est en métadolérite, tandis que les suivantes sont en granite. Le couloir, sensiblement rectiligne, en excellent état, a des murs en pierre sèche. Un peu plus étroit vers l'entrée qu'à l'approche de la chambre, il est couvert de 10 tables. Un vide important existe entre la première et la deuxième, ce qui a provoqué un éboulement. C'est peut-être par cet endroit que des visiteurs tardifs ont pénétré dans le dolmen. Une datation a pu s'effectuer à partir de charbons trouvés dans le couloir. Ils donnent l'intervalle entre 390 et 5 avant notre ère. Les visiteurs tardifs seraient donc de la période de La Tène.

#### Chambre
Des quatre chambres éventrées en 1955, celle du dolmen D est la plus endommagée. Lorsque pelle mécanique et bulldozers sont stoppés, elle n'est plus qu'un tas d'éboulis au-dessus duquel subsiste un mètre carré d'encorbellement.
Construite en pierre sèche, elle est circulaire. Des petites dalles verticales la rendent polygonale, d'un diamètre allant de 2,30 à 2,50 m, ce qui donne une surface utile d'environ 6 m2. Ces dalles ont entre 0,15 et 1 m de largeur pour une hauteur, au-dessus du remplissage, de 0,80 à 1 m. Quelques-unes sont manquantes. Elles étaient originellement plaquées contre les parois. Lors de l'opération de consolidation, il s'est révélé nécessaire de les incorporer dans la muraille de soutien : c'est le seul point sur lequel il a fallu adopter un parti différent de l'original. On a trouvé dans la chambre des fragments très altérés d'ossements humains.

### Dolmen C

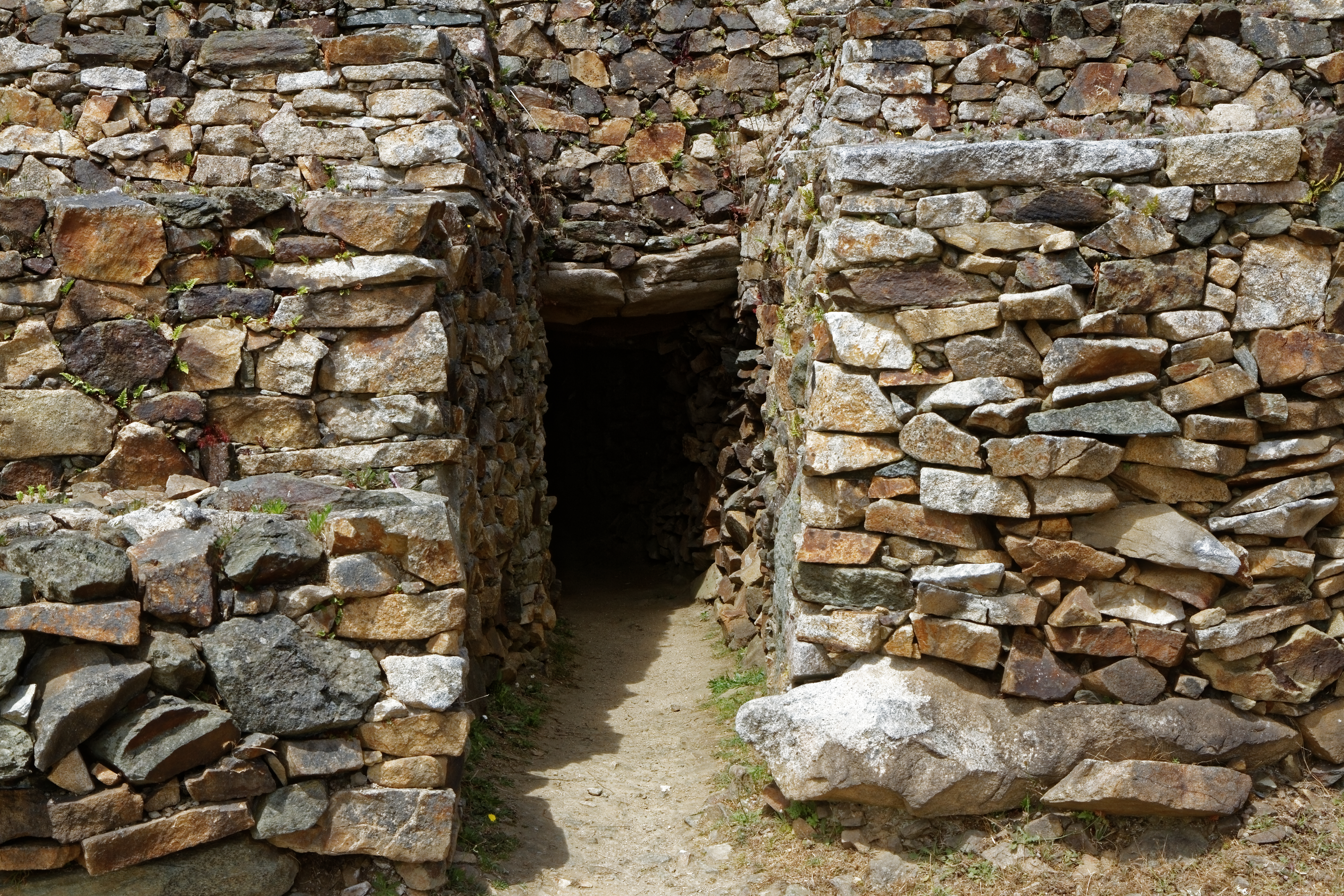
Avant-couloir et entrée du dolmen C. En bas, à gauche, le massif de contrefort.

Dans le dolmen C, on a trouvé des poteries partout, mais en quantité plus importante sur le parvis, dans l'avant-couloir et à l'entrée du couloir. En revanche, les silex étaient surtout dans le couloir et dans la chambre, ce qui souligne le rôle du silex dans le mobilier funéraire. Couloir et chambre ont livré 250 g de fragments ou éclats de quartz.

#### Avant-couloir et couloir
L'avant-couloir à ciel ouvert est assez long : 4,45 m. On y a trouvé 1 500 g de tessons de poterie, dont un vase campaniforme.

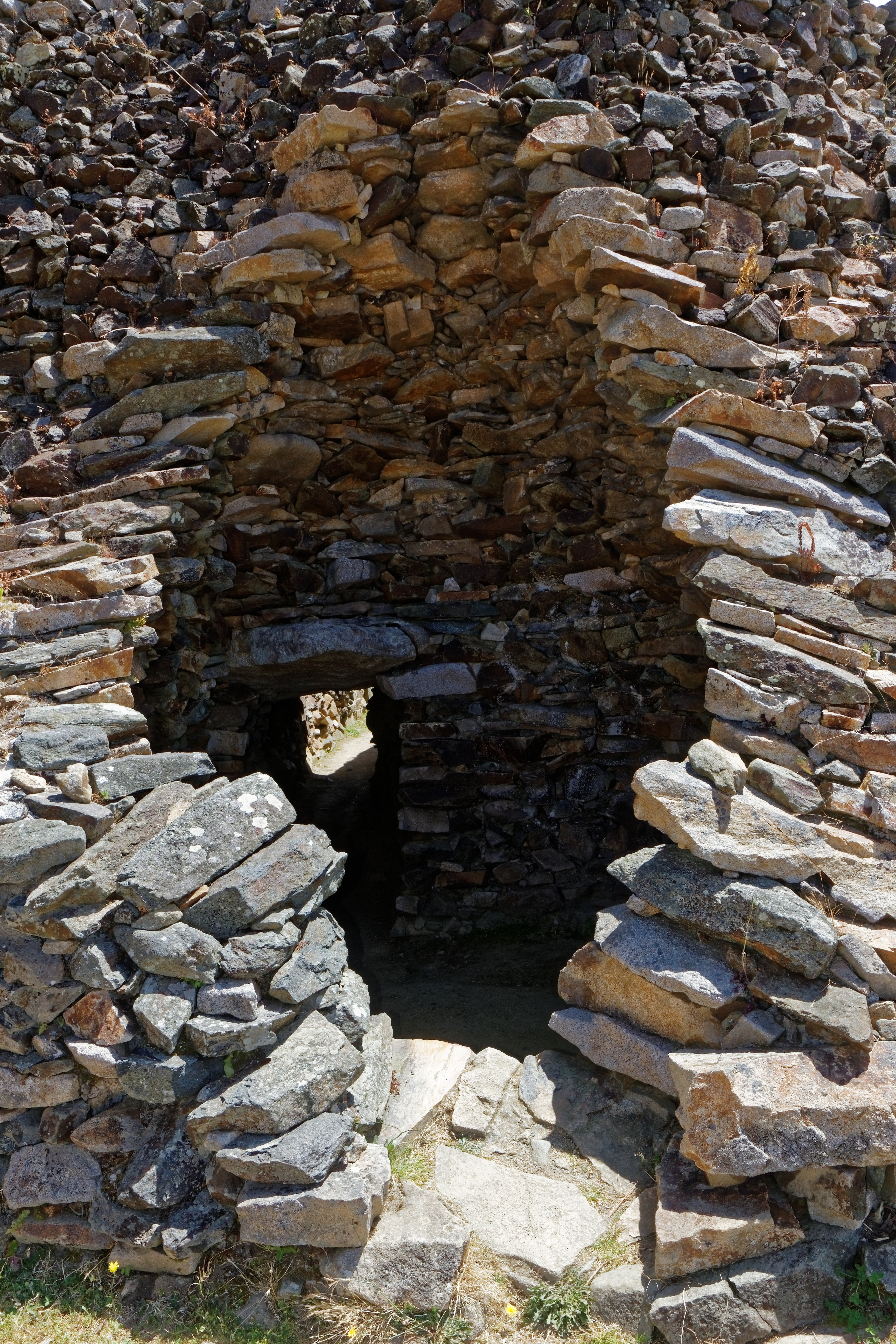
Chambre C.

Le couloir couvert a une longueur de 7,45 m. Ses parois en pierre sèche ne sont revêtues d'aucun orthostate — c'est le seul cas dans Kerdi Bras. Il est couvert de neuf tables. Sa partie sud a livré 260 g de tessons de poterie néolithique, 30 g de tessons de poterie campaniforme, une petite hache polie, une armature de flèche tranchante, une lame de silex. Sa partie nord, près de la chambre, porte des traces de fréquentation tardive :
- néolithique final (fond de pot, lame de silex, retouchoir ou « briquet » en silex) ;
- chalcolithique (360 g de tessons de vases campaniformes)[33].

Mais la datation par le carbone 14 de charbons de bois révèle une fréquentation plus tardive encore : une période entre La Tène et l'époque gallo-romaine.

#### Chambre
Éventrée par les carriers, la chambre n'a plus, en juin 1955, qu'un tiers de sa paroi. Elle est entièrement en pierre sèche. De forme vaguement circulaire, elle a un diamètre de 2,40 à 2,50 m, ce qui donne une surface d'environ 5 m2. Sa paroi orientale se trouve dans le prolongement de la paroi orientale du couloir. Le plan du dolmen dessine donc un q. Le sommet de l'encorbellement devait se situer à 4 m ou 4,25 m au-dessus du sol de la chambre.
Dans le remplissage, à peu près au même niveau, à même le plancher, on a trouvé des objets allant du néolithique moyen au calcholithique :
- mobilier lithique : 110 g d'objets en silex, dont 14 armatures de flèches tranchantes et un deuxième retouchoir ou briquet ;
- céramique : 625 g de tessons de poterie néolithique fine, ou parfois un peu plus grossière[95] ;
- un petit poignard en cuivre arsénié[96].

Là encore, la datation de charbons de bois témoigne d'une fréquentation plus tardive :
- entre le bronze moyen et le premier âge du fer, période dont il n'y aucune autre trace à Barnenez ;
- entre l'époque de La Tène et le début de l'époque gallo-romaine, comme dans le couloir[96].

### Dolmen B

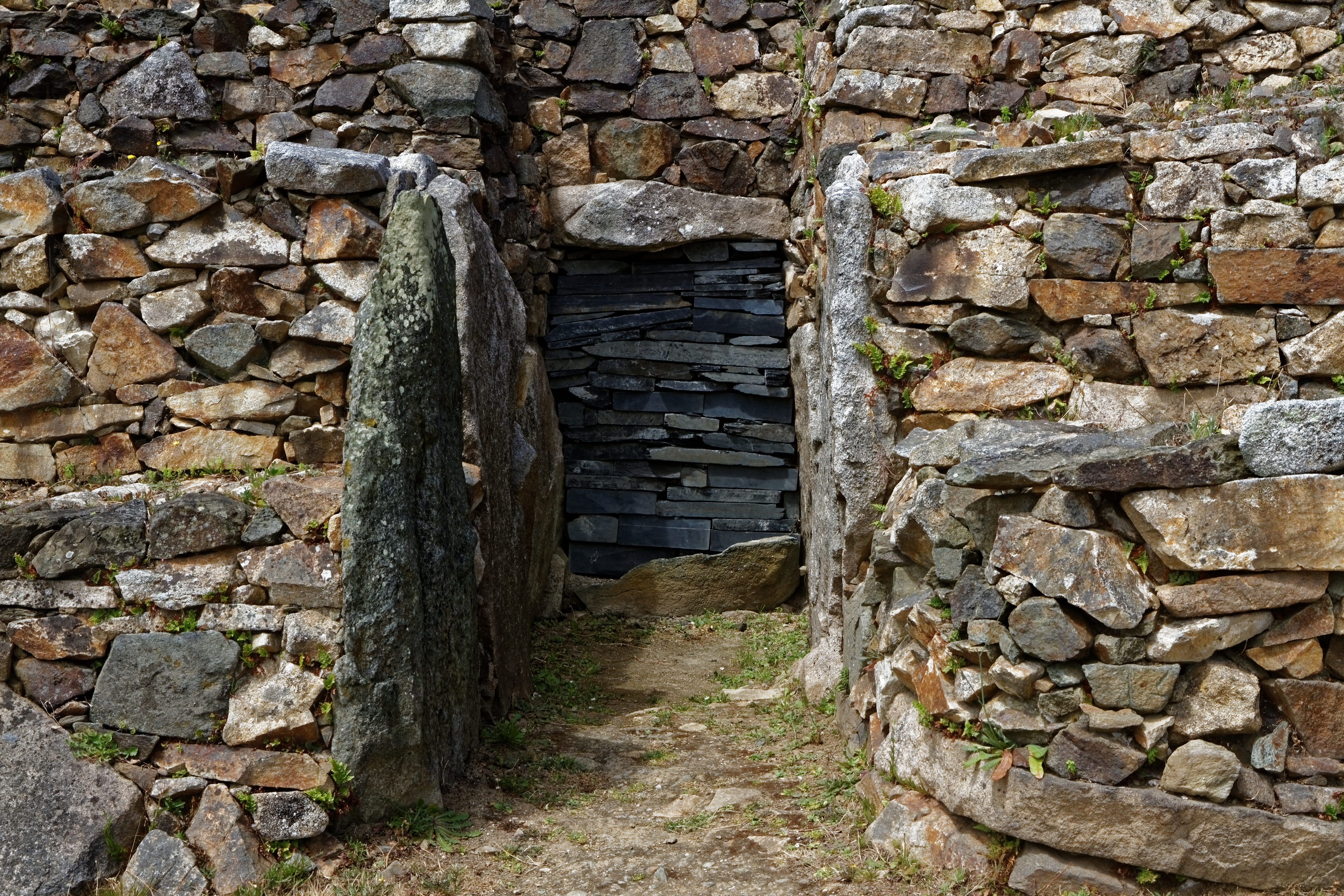
Avant-couloir et entrée du dolmen B.

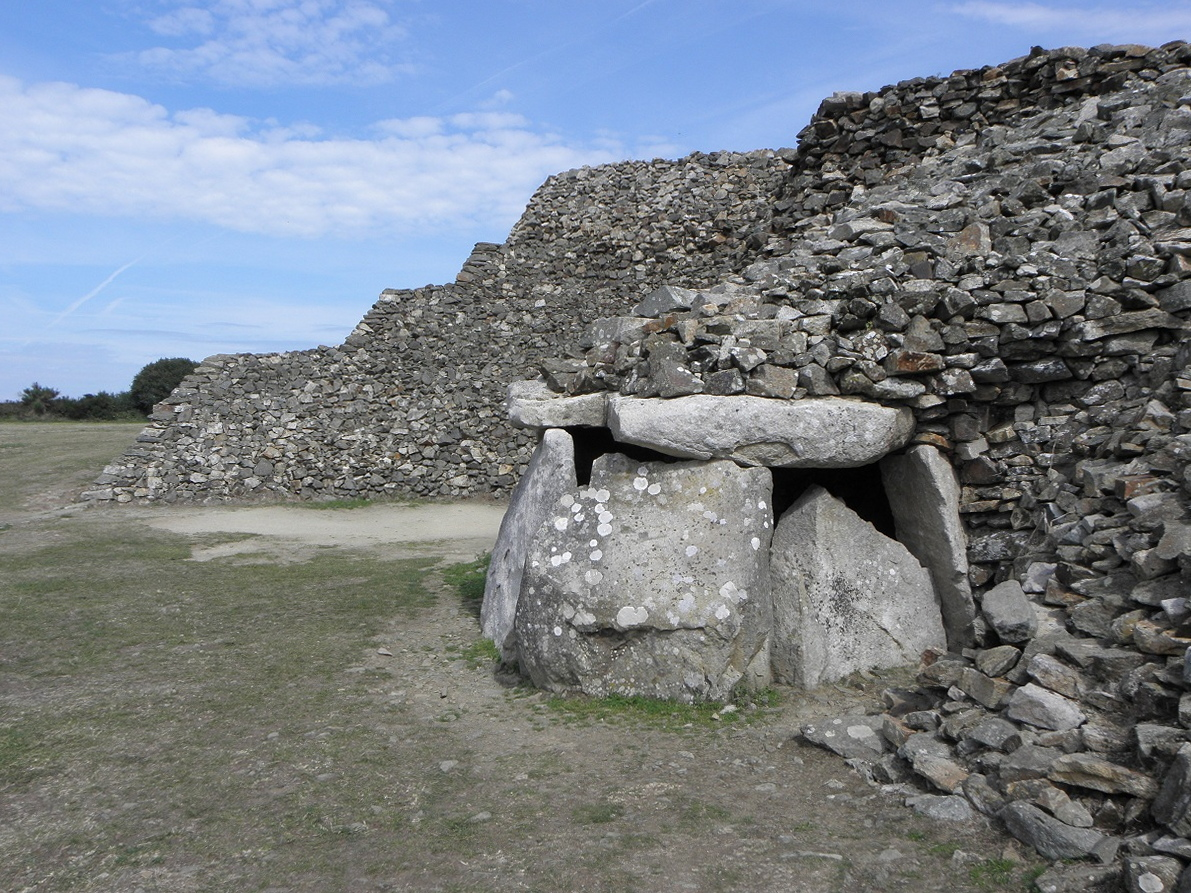
Chambre B. À l'arrière-plan, on voit en coupe les trois parements de la façade arrière du cairn secondaire.

Le dolmen B n'a donné que 21 g de silex et 115 g de tessons de poterie.

#### Avant-couloir et couloir
L'avant-couloir à ciel ouvert, long de 4 m, est bordé de chaque côté de dalles orthostates en métadolérite. La partie couverte du couloir est longue de 7 m. Elle est constituée de petits murets en pierre sèche, sur lesquels sont plaquées des dalles orthostates. Ce sont les murets qui supportent les tables.

#### Chambre
L'entrée de la chambre est peu marquée : le couloir s'évase pour en former la partie sud. Polygonale, d'une surface « de l'ordre de 6 m2, la délimitation de l'arrivée du couloir n'étant pas nette », la chambre est formée de 7 supports que couvre une grande table, trouvée brisée. Située dans la zone dévastée par les carriers, la chambre est visible.

### Dolmen A

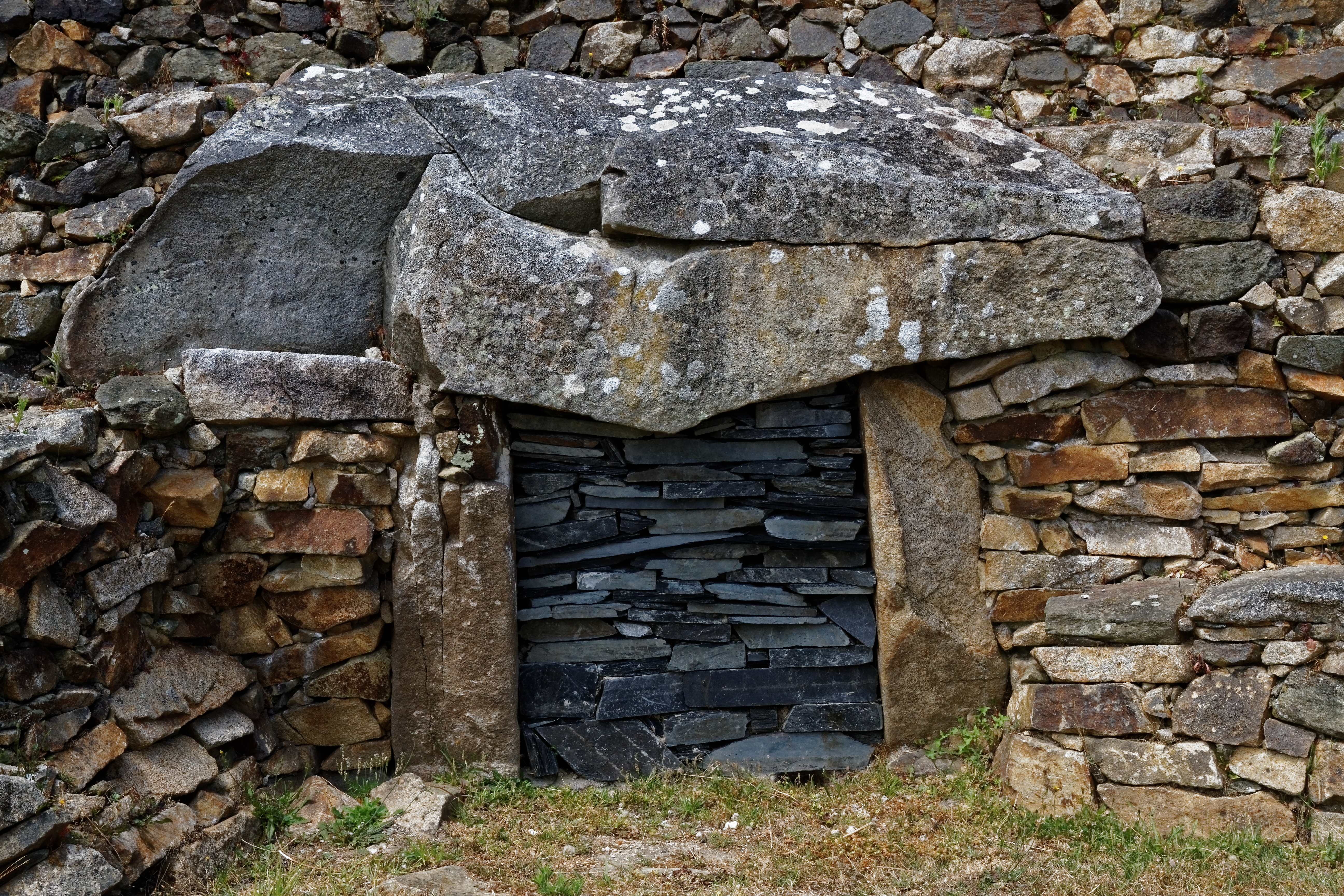
Entrée du dolmen A. En bas, à gauche, le contrefort de la corne sud-ouest. À droite, le petit contrefort qui prolonge celui-ci jusqu'à l'entrée B.

Le dolmen A, le plus occidental de tout Kerdi Bras, n'a pas d'avant-couloir. Le portail est « assez monumental ». L'impressionnante première table du couloir est fissurée et fragmentée.

#### Couloir
Le couloir est long de 8,80 à 9 m. Sa largeur, de 80 cm à l'entrée, atteint 1,10 m près de la chambre. Sa hauteur, de 95 cm à l'entrée, atteint 1,50 m près de la chambre. Les parois sont formées de dalles de granite verticales. Il y a assez peu de muraille en pierre sèche. Les tables de couverture, toutes en granite, reposent parfois sur les orthostates (ce qui est inhabituel à Barnenez) et plus souvent sur des blocs servant à combler les différences de niveau entre les sommets des piliers des deux parois. Ces blocs s'intègrent dans les murailles de pierre sèche qui sont derrière les orthostates. En début de couloir, le sol conserve les restes d'un dallage. Le couloir a fourni 1 400 g de tessons de poterie (les tessons de mêmes vases se trouvant éparpillés sur plusieurs mètres), quelques silex et quelques fragments de quartz.

#### Chambre

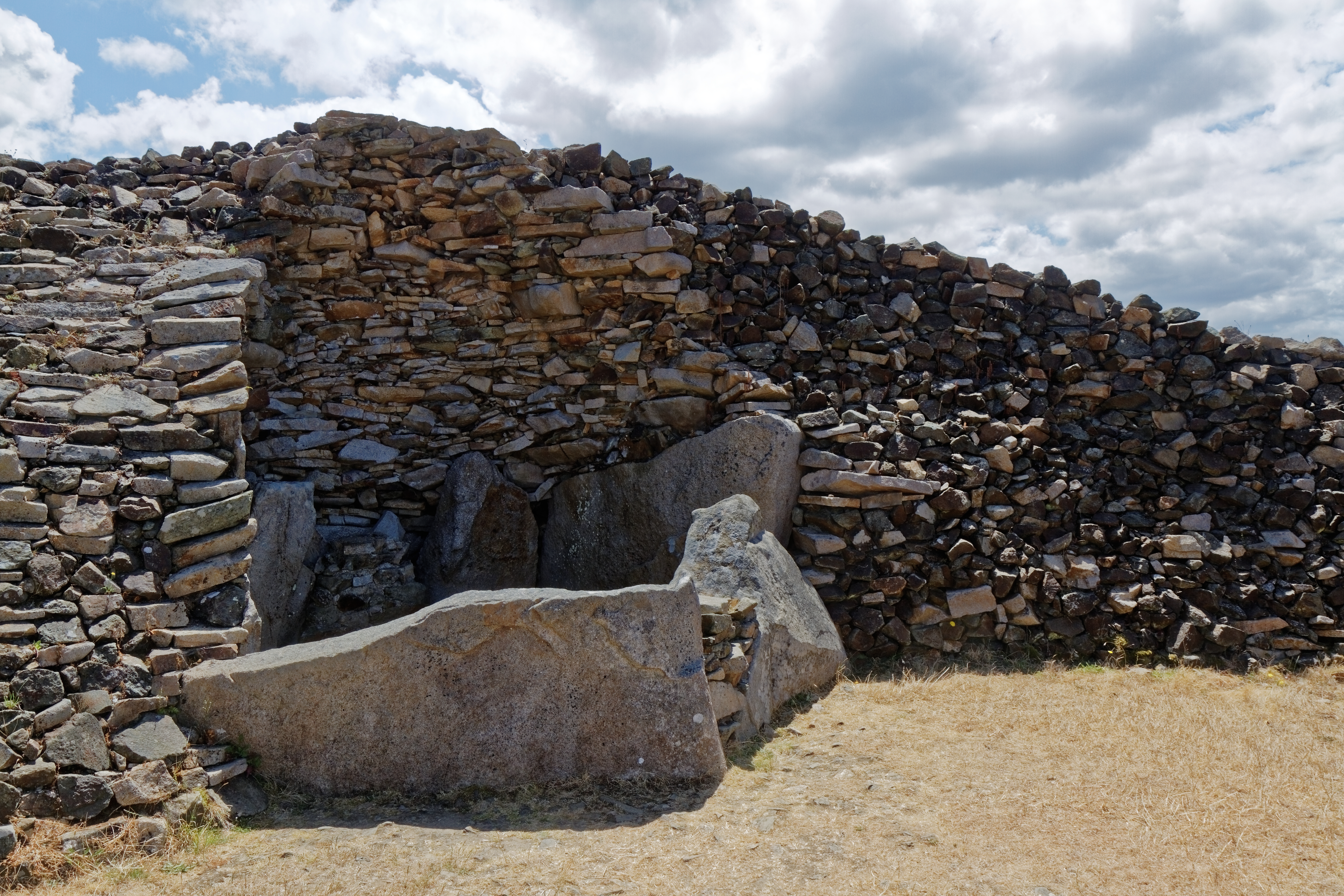
Chambre A.

L'accès à la chambre se fait par un passage étroit (65 cm de largeur) entre un support de la chambre et une dalle verticale non porteuse. Une dalle percée a été trouvée à l'orée de la chambre. Il s'agit sans doute d'une demi-porte (100 × 100 × 10 cm). L'orifice (12 × 10 cm) devait permettre l'insertion d'un morceau de bois facilitant le déplacement des 250 à 300 kg.
Située dans la zone dévastée, la chambre est visible. Polygonale, elle a une surface de 7 m2 environ. Elle est formée de très grandes dalles verticales sur lesquelles repose en partie un encorbellement en pierre sèche. La plus occidentale de ces dalles atteint 2,75 m de hauteur. Au sud-est et à l'est de la chambre, c'est une paroi en maçonnerie sèche qui supporte l'encorbellement. Devant cette paroi sont plaquées des dalles verticales non porteuses. Il ne reste que le cinquième de l'encorbellement, qui culminait à 4 m au-dessus du sol naturel.
La chambre et l'arrivée du couloir ont été trouvées remplies d'un énorme bouchon de terre limoneuse. Au sud et dans l'arrivée du couloir, ce bourrage atteignait plus d'un mètre de hauteur. Au nord et à l'ouest, le niveau était moins élevé. On suppose qu'il s'agissait de consolider l'orthostate oriental non porteur, qui s'inclinait dans la chambre et qui était fendu par la tranche.
La chambre a fourni 1 300 g de tessons de poterie, 19 silex et 4 fragments de quartz. Des charbons de bois donnent l'intervalle entre 4550 et 3895 avant notre ère, à 95 % de confiance.

## Kerdi Bihan

### Le cairn
Kerdi Bihan est le cairn voisin, plus petit, situé à une centaine de mètres, au nord-ouest. Déjà entamé au XIXe siècle, il mesure encore au début des années 1950 quelque 25 à 30 m d'ouest en est, pour 10 m du nord au sud. En novembre 1954, les carriers pratiquent dans sa partie la plus haute un passage pour les camions et les engins de chantier, faisant disparaître un dolmen.
Les fouilles de Pierre-Roland Giot, dès juin 1955, ne concernent que les décombres de ce secteur récemment outragé. Les autres parties du cairn sont laissées pour témoins. On ignore donc si Kerdi Bihan contient d'autres dolmens à l'ouest ou à l'est de celui qui a disparu.

### Le seul dolmen connu
Il ne reste rien des parois du couloir et de la chambre du dolmen. Elles devaient être entièrement en pierre sèche. À deux ou trois mètres de l'emplacement de la chambre, on retrouve une table de couverture de trois mètres de diamètre. Trois ou quatre dalles plus petites peuvent avoir été des tables du couloir. La chambre était sans doute « subcirculaire ou légèrement polygonale ». On ne sait rien de l'orientation du couloir.
L'endroit où se devine le sol de la chambre est fouillé. On y trouve 730 g de tessons de poterie néolithique et trois silex, dont deux grattoirs discoïdes, sur éclat cortical. On ne trouve pas de grattoirs de ce genre dans le grand cairn.

## Accès et visite

Barnenez, à l'entrée nord est de la baie de Morlaix.

Le cairn se trouve à 13 km au nord de Morlaix. De cette ville, la route D 76 mène au bourg de Plouezoc'h, puis se dirige vers la presqu’île de Kernelehen. Au lieu-dit Kergaradec, on quitte la D 76 en poursuivant tout droit, pour s'engager dans la presqu'île.
Propriété de l’État comme une centaine d’autres monuments, le cairn de Barnenez est géré, animé et ouvert à la visite par le Centre des monuments nationaux. Le bâtiment d'accueil abrite une exposition. L'accès au site est payant (6 € à plein tarif en 2018) et se fait par un escalier. Un accès secondaire est aménagé pour les personnes handicapées.
On ne visite pas les dolmens. Mais on découvre, à l'arrière du cairn secondaire, dans la partie dévastée qu'il a fallu renoncer à reconstituer, les quatre chambres entamées par les engins de travaux publics. Cette vue « en coupe pédagogique » permet d'appréhender la diversité des structures dolméniques de Barnenez :
- chambre D entièrement en pierre sèche, encorbellée, avec dalles verticales plaquées contre la paroi ;
- chambre C entièrement en pierre sèche, avec voûte encorbellée ;
- chambre B entièrement mégalithique (grandes dalles verticales supportant une table) ;
- chambre A semi-mégalithique (paroi constituée en partie de grandes dalles verticales sur lesquelles repose l'encorbellement).

### Monographies
- Pierre-Roland Giot, Barnenez, Carn, Guennoc, Université de Rennes I, 1987, 2 vol.
- Jacques Briard et Nicolas Fediaevsky, Mégalithes de Bretagne, Ouest-France, 1987.
- P.R. Giot, Barnenez, 1991,  (ISBN 2737309336), 32 p.
- Pierre-Roland Giot, Barnenez : un grand cairn mégalithique, Le Doaré, 1999, 15 p.
- Charles-Tanguy Le Roux et Yannick Lecerf, Le Grand Cairn de Barnenez : mausolée néolithique, Paris, Monum, Patrimoine, coll. « Itinéraires du patrimoine », 2003, 48 p. (ISBN 2-85822-671-7, ISSN 1159-1722, BNF 39035385).

### Articles
- Pierre-Roland Giot, Jean L'Helgouach, « Le cairn méridional de Barnenez-en-Plouézoc'h (Finistère) : campagne de fouilles de 1955 », in Bulletin de la Société préhistorique de France, vol. 53, no 5, 1956, p. 326-333.
- Pierre-Roland Giot, « IVe circonscription », in Gallia, vol. 14, no 2, 1956, p. 187-197.
- Pierre-Roland Giot, Jean L'Helgouach, « Le cairn méridional de Barnenez-en-Plouézoc'h (Finistère) : campagne de fouilles de 1956 », in Bulletin de la Société préhistorique de France, vol. 54, no 7-8, 1957, p. 358-366.
- Pierre-Roland Giot, Jean L'Helgouach, « Le Cairn de Barnenez en Plouezoc'h (Finistère) : architecture et mobilier de la tombe C », in Annales de Bretagne, vol. 64, no 1, 1957, p. 9-16.
- Pierre-Roland Giot, « Circonscription de Rennes », in Gallia Préhistoire, vol. 1, no 1, 1958.
- Maurice Mesnard, « Le tumulus de Barnenèz en Plouézoc'h », Société d'émulation des Côtes-du-Nord, Mémoires Saint-Brieuc, vol. 107,‎ 1979, p. 50-52 (résumé).

### Brochures
- Pierre-Roland Giot, Jean L'Helgouach, Le Cairn méridional de Barnenez-en-Plouézoc'h (Finistère) : campagne de fouilles de 1955, 1956. Extrait du Bulletin de la Société préhistorique française, LIII, 1956, no 5-6, p. 326-333.
- Pierre-Roland Giot, Jean L'Helgouach, Première campagne de fouilles aux cairns de Barnenez, en Plouézoc'h, Brest, 1956. Extrait du Bulletin de la Société archéologique du Finistère, t. LXXXI, 1956.
- Pierre-Roland Giot, Jean L'Helgouach, Deuxième campagne de fouilles aux cairns de Barnenez, en Plouezoc'h, Brest, 1956. Extrait du Bulletin de la Société archéologique du Finistère, t. LXXXII, 1956.
- Pierre-Roland Giot, Jean L'Helgouach, Le Cairn de Barnenez en Plouezoc'h (Finistère) : architecture et mobilier de la tombe C, Rennes, 1957.
- Pierre-Roland Giot, Jean L'Helgouach, Troisième campagne de fouilles au cairn de Barnenez, en Plouézoc'h, Brest, 1958. Extrait du Bulletin de la Société archéologique du Finistère, t. LXXXIII, 1957.
- Pierre-Roland Giot, Barnenez, Ouest-France, Caisse nationale des monuments historiques, 1991, 30 p.
- Jacques Briard, Barnenez, Paris, Gisserot, 2000, 16 p. (ISBN 2-87747-499-2, BNF 37185635, présentation en ligne, lire en ligne).